# Boeing B-29

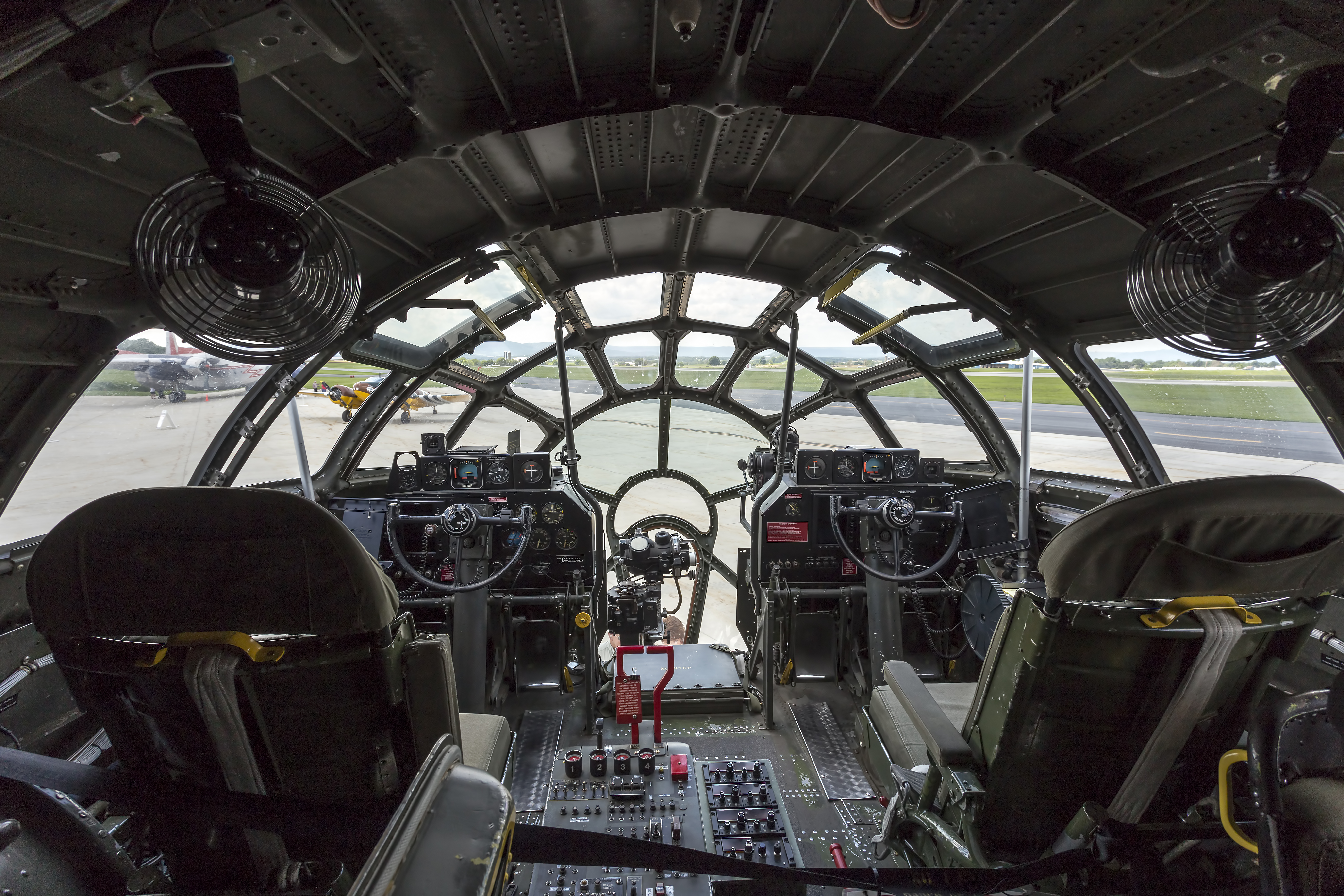
Cockpit einer B-29

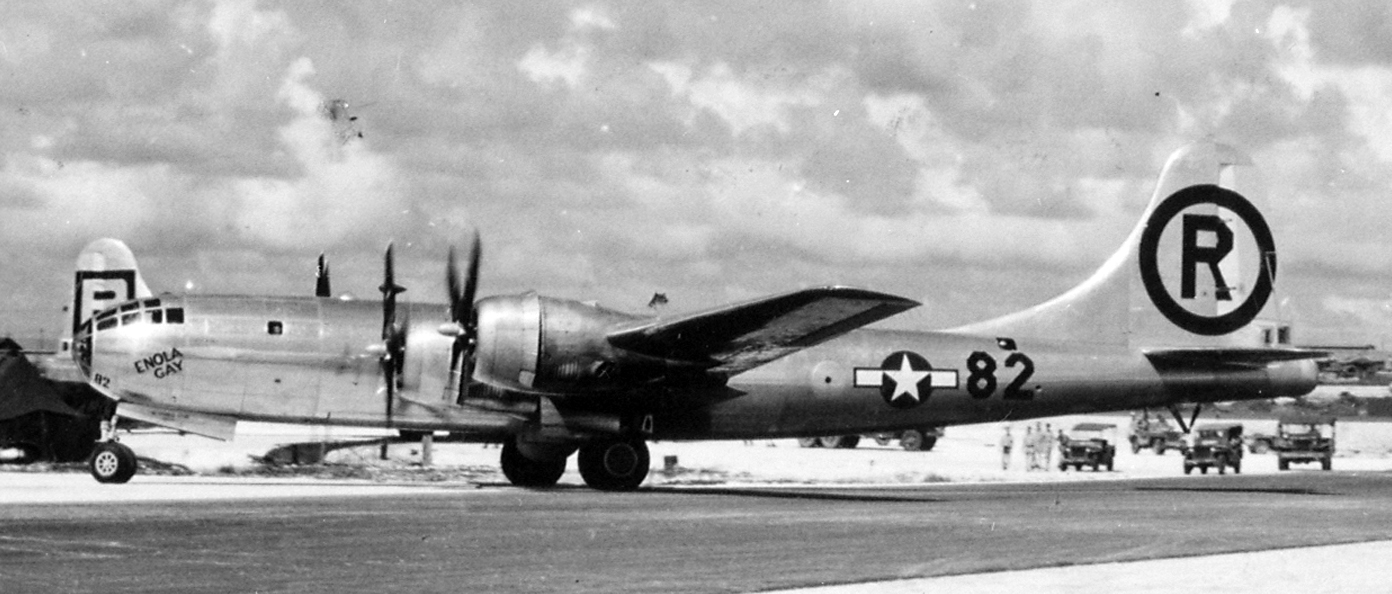
Die Enola Gay auf Tinian

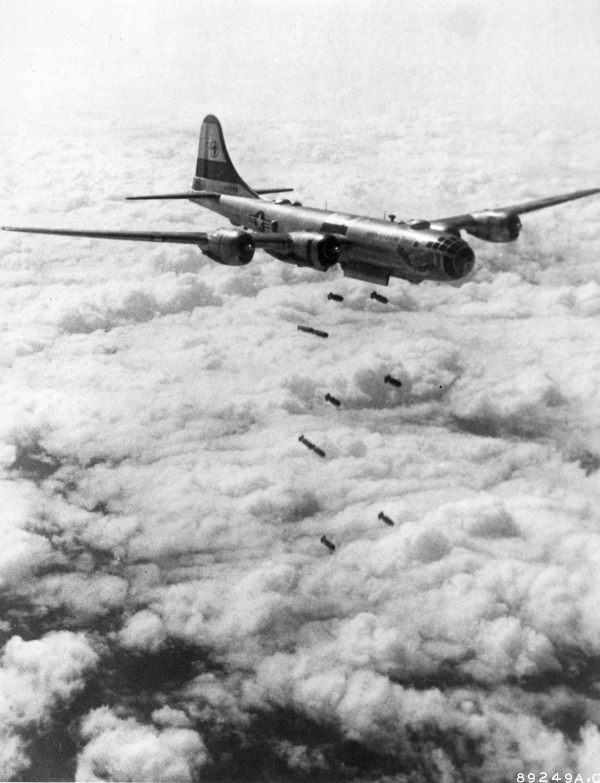
B-29 beim Bombenabwurf über Korea

Die Boeing B-29 Superfortress war ein Langstreckenbomber des US-amerikanischen Herstellers Boeing Airplane Company aus den 1940er-Jahren. Sie war der größte und leistungsfähigste Bomber des Zweiten Weltkriegs und stand noch in der Anfangsphase des Kalten Krieges im Dienst. Das Höchstabfluggewicht konnte mehr als das Doppelte des Vorgängermodells Boeing B-17 „Flying Fortress“ betragen. Der Buchstabe „B“ in der Bezeichnung stand für Bomber. Die B-29 gehört zu den aufwändigsten und kostenintensivsten Rüstungsprogrammen des Zweiten Weltkrieges.
Die Twentieth Air Force (20 AF) der United States Army Air Forces (USAAF) setzte den viermotorigen Mitteldecker erstmals im Sommer 1944 ein. B-29 wurden auch für die Atombombenabwürfe auf Hiroshima und Nagasaki verwendet. Die B-29 ist damit das einzige Flugzeug, das Nuklearwaffen in einem Krieg abgeworfen hat.

## Geschichte

### Vorgeschichte
Boeings Erfahrungen mit der Konstruktion und dem Bau großer viermotoriger Bomber reicht zurück bis zur XB-15 (Model 294) von 1934. Davon abgeleitet war das nachfolgende Konzept der Model 316 mit einem Bugradfahrwerk und vier je 2000 PS leistenden Sternmotoren Wright R-3350 Duplex Cyclone, die sich damals noch im Reißbrettstadium befanden. Die Model 322 vom März 1938 war eine Weiterentwicklung mit dem Tragwerk der B-17, das mit einem neu entwickelten druckbelüfteten Rumpf kombiniert wurde. Vorgesehen waren vier Sternmotoren Pratt & Whitney R-2180 und eine Bombentragfähigkeit von 4500 kg. Obwohl die Entwicklung im Auftrag des USAAC stattfand und positiv beurteilt wurde, erteilte die Army wegen fehlender finanzieller Mittel keinen Produktionsauftrag.
Boeing führte die Entwicklung jedoch auf eigene Kosten weiter fort und stellte Ende 1938 die Model 333A und im März 1939 die Model 333B vor, bei denen erstmals die Druckkabine in zwei Sektionen unterteilt war, die ein über dem Bombenschacht liegender Kriechtunnel verband. Bei der Variante B sind die vollständig in der dicken Tragfläche untergebrachten Triebwerke erwähnenswert; diese Auslegung wurde jedoch bei der Model 334A vom Juli 1939 wieder durch eine konventionelle Anordnung ersetzt. Mit einer Besatzung von zwölf Mann sollte die 334A eine Bombenlast von 900 kg über eine Entfernung von 8000 km transportieren können. Im Dezember 1939 baute Boeing eine Teilattrappe dieses Entwurfs.
Ein vom Leiter des USAAC General Henry 'Hap' Arnold eingesetztes und von W. G. Kilner geführtes Komitee war mit der Ermittlung der Anforderungen an zukünftige Kampfflugzeuge betraut. Es empfahl im Juni 1939 die Entwicklung neuer Mittel- und Langstreckenbomber. Im Dezember 1939 wurden daraufhin die technischen Anforderungen für einen neuen Bomber im Datenheft XC-218 bekanntgegeben. Demnach sollte die Reichweite fast 8600 km und die Bombenlast dabei 900 kg betragen. Auch die zu erreichende Geschwindigkeit von 643 km/h (400 mph) stellte für die damalige Zeit eine Herausforderung dar. Das Forderungsheft erhielten die Unternehmen Boeing, Consolidated, Douglas und Lockheed, die im Februar 1940 ihre jeweiligen Konzeptvorschläge zur Begutachtung einreichten.
Boeings Entwurfsarbeiten für die Model 341 hatten bereits parallel zur Model 334A im August 1939 begonnen. Die 341 sollte eine Tragfläche hoher Streckung und ein Hochauftriebsprofil erhalten, während als Antrieb vier Pratt & Whitney R-2800 mit jeweils 2000 PS vorgesehen waren. Die Höchstgeschwindigkeit sollte 652 km/h betragen, während eine Bombenlast von 1016 kg über die größte Reichweite gefordert wurden. Über eine kürzere Strecke waren bis zu 4500 kg möglich.

### Entwicklung
Als Ergebnis einer Datenabfrage (R-40B) bei Flugzeugherstellern im Januar 1940 zu den auf dem europäischen Kriegsschauplatz gemachten Erfahrungen konnten einige Verbesserungen an den Entwürfen eingebracht werden. Als besonders wichtig wurden demnach eine stärkere Defensivbewaffnung, eine verbesserte Panzerung und selbstabdichtende Tanks identifiziert. Boeing berücksichtigte diese Erkenntnisse in dem weiterentwickelten Entwurf Model 345, der vier fernbediente kraftbetätigte Abwehrtürme mit je zwei 12,7-mm-MG und zusätzlich ein Paar MG und eine 20-mm-Maschinenkanone M-2 Type B in einem Heckstand vorsah. Die R-2800-Sternmotoren ersetzte Boeing durch Wright-R-3350-Triebwerke. Das Hauptfahrwerk erhielt eine Doppelbereifung und fuhr nun nach vorne in die Triebwerksgondeln, statt seitwärts in die Tragflächen ein. Die Bombentragfähigkeit entsprach mit 1016 kg über 8580 km derjenigen der 341, die maximale Bombenlast erhöhte sich jedoch auf 7300 kg. Mit 615 km/h (382 mph) erreichte die Höchstgeschwindigkeit jedoch nicht ganz den geforderten Wert von 405 mph.
Den Entwurf der Boeing 345 reichte das Werk am 11. Mai 1940 beim USAAC ein und erhielt daraufhin am 17. Juni einen Vertrag für die weiterführende Entwicklung einschließlich von Windkanaluntersuchungen. Zehn Tage später erhielten alle vier Hersteller vorläufige Ingenieursverträge, wobei als militärische Bezeichnungen Boeing XB-29, Lockheed XB-30, Douglas XB-31 und Consolidated XB-32 vergeben wurden. Von diesen Herstellern führten jedoch nur Boeing und Consolidated die Arbeiten an dem Langstreckenbomber weiter. Die Model 345 erachtete die US Army als den vielversprechendsten Entwurf, während die XB-32 für den Fall des Scheiterns der XB-29 weitergeführt werden sollte.
Am 24. August 1940 erteilte das USAAC einen Auftrag im Wert von 3,6 Millionen US-Dollar zum Bau zweier Prototypen XB-29 (USAAC-Seriennr. 41-002 und 41-003) und einer statischen Bruchzelle. Nach der Besichtigung einer Attrappe Ende November 1940 wurde am 14. Dezember der Auftrag um den Bau eines dritten flugfähigen Exemplars (41-18335) erweitert.

### Die „Schlacht von Kansas“
Bevor der erste Prototyp überhaupt geflogen war, gingen Bestellungen über 1600 Exemplare ein (The Three Billion Dollar Gamble) und überall in den USA waren Montagewerke und eine Vielzahl von Zulieferern für die Produktion des neuen Superbombers vorbereitet. Dazu mussten nicht nur riesige neue Montagehallen gebaut werden, sondern auch eine Vielzahl von Arbeitskräften eingestellt und angelernt werden (→Rosie the Riveter). Serienvorbereitung und Entwicklung hatten bereits drei Milliarden Dollar gekostet. Das Manhattan-Projekt mit seinen ähnlich hohen Kosten war direkt an den Erfolg der B-29 gekoppelt, da kein anderes Transportmittel für die Atombomben in Frage kam. Der von Consolidated für die gleiche Ausschreibung entworfene Bomber B-32 war weitaus konservativer und wurde nur in wenigen Exemplaren gebaut.
Im Januar 1944 waren die ersten 100 B-29 fertiggestellt, aber nur 16 einsatzbereit. Da die Air Force unter dem Druck der Regierung auf die schnellstmögliche Einführung des Musters drängte, sich aber bei diesem bisher komplexesten Bomber eine Vielzahl von Mängeln herausstellte, wurden in einer groß angelegten Aktion 1200 Techniker und Ingenieure der Zellen- und Motorenhersteller in Wichita zusammengebracht, um bei den ersten Serienflugzeugen diese Fehler zu beheben. Federführend war General „Hap“ Arnold. Es wurde rund um die Uhr auf einem etwa 150.000 m² großen Feld im Freien an den Maschinen gearbeitet, bis diese endlich an die Truppe ausgeliefert werden konnten. Federbeine, Seitenruder sowie Teile der Verglasung mussten durch verstärkte Exemplare ersetzt und alle Motoren noch einmal ausgebaut und auf den neuesten technischen Stand R-3350-23A gebracht werden. Unter anderem wurden Luftführungen und Auslassventile ausgetauscht. Dennoch blieben die Triebwerke auch weiterhin ein Problem. Nach knapp sechs Wochen war die „Schlacht“ gewonnen und 175 einsatzbereite Maschinen konnten ihren Weg nach China antreten. Die erste wirklich einsatzreife B-29 wurde nach General „Hap“ Arnold „Hap Special“ getauft. Kurioserweise war sie eine der vier Maschinen, die den Sowjets in die Hände fielen und als Vorbild für die Tu-4 dienten. Zeitgleich wurde die 20th Air Force gegründet, deren einziger Zweck es war, B-29 gegen Japan einzusetzen. General Arnold selbst führte diese Einheit, die völlig autonom innerhalb der USAAF agierte. Ebenfalls zeitgleich schufen im Rahmen der „Operation Matterhorn“ in Indien und China hunderttausende von Arbeitskräften unter primitivsten Bedingungen und in Handarbeit die ersten Einsatzbasen für die Bomber. Die Flugzeuge wurden mit Zusatztanks im Bombenschacht ausgerüstet und über den Atlantik, Ägypten und den Iran nach Indien überführt. Die Zusatztanks waren auch weiterhin nötig, da die B-29 zum Teil ihren eigenen Treibstoff zu den vorgeschobenen Basen in China transportieren mussten. Eine der frühen B-29 erhielt deswegen den Namen „Esso Express“ als Nose-Art.

## Konstruktion

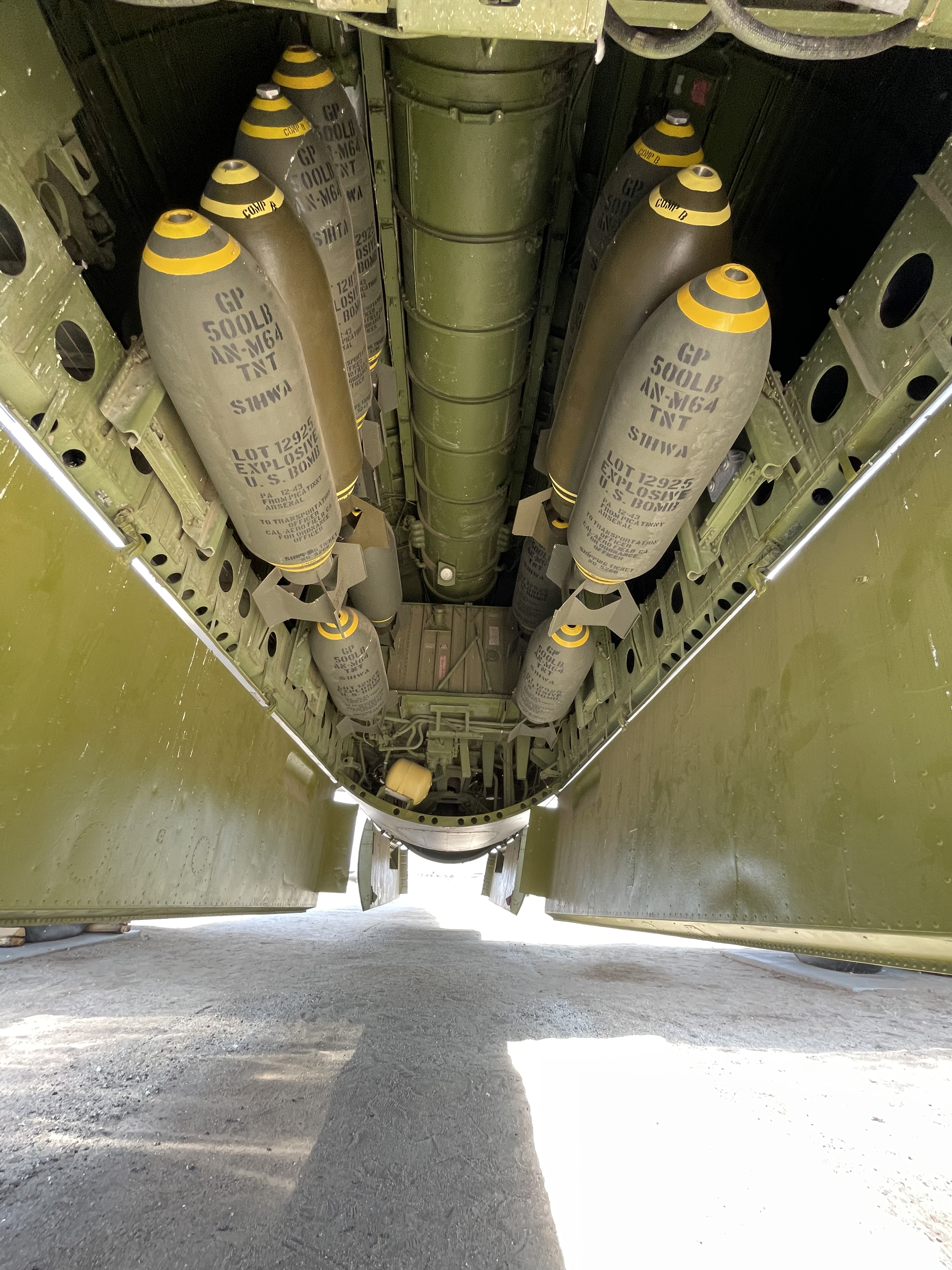
500-Pfund-Bomben im Bombenschacht

Die B-29 war eines der ersten Großflugzeuge mit Druckkabine. Der vordere Cockpitbereich, der mittlere Bereich mit den Plätzen für die Bordschützen sowie der Heckstand waren druckbelüftet. Die vordere und mittlere Sektion waren durch einen Tunnel (Durchmesser etwa 80 cm) verbunden, der Druckschotten an beiden Enden hatte. Man musste sich auf einen Schlitten legen und konnte sich so an den beiden drucklosen Bombenschächten vorbei zum vorderen oder hinteren Teil der Maschine bewegen. Die Besatzung konnte bis 30 Minuten vor dem Einflug ins Zielgebiet ohne Sauerstoffmasken auskommen, danach mussten sie wegen des möglichen Druckabfalls im Flugzeug bei einem Treffer wieder angelegt werden und der Kabinendruck wurde wieder an den äußeren Luftdruck angeglichen. Technisch fortschrittlich waren auch die von Bordschützen unter Sichtkuppeln fernbedienten Türme für die Abwehrbewaffnung. Ein Schütze konnte einen oder mehrere Türme steuern oder an andere Schützen übergeben. Im nicht druckbelüfteten hinteren Rumpfteil befand sich ein Hilfsmotor (Auxiliary Power Unit), für dessen Bedienung der Heckschütze zuständig war. Damit war das Flugzeug unabhängig von externer Energieversorgung in der Anlassphase. Um die von der USAAF geforderte hohe Treffsicherheit zu erreichen, wurde das hochgeheime, von der Firma „Norden Systems“ gebaute Norden-Bombenzielgerät eingesetzt. Es war in allen drei Achsen stabilisiert, direkt mit dem Autopiloten der B-29 verbunden und damit – bei guter Sicht – sehr treffsicher. Kurz vor und bis zum erfolgten Bombenabwurf wurde die Steuerung der Maschine, wie schon bei der B-17, vom Piloten an den Bombenschützen übergeben. Die Bombenschützen mussten den Erhalt des Zielgerätes vor jedem Einsatz schriftlich quittieren. Das Norden-Zielgerät wurde auch beim Abwurf der ersten Atombombe im August 1945 verwendet. Im weiteren Verlauf wurden immer mehr B-29 mit dem britischen H2S-Radar für den Bombenabwurf nachgerüstet. Der Zielanflug beim Atombombenabwurf auf Nagasaki erfolgte wegen schlechter Sicht mit diesem System. Eine B-29 bestand aus über einer Million Einzelteile (siehe auch Rosie the Riveter) und war mit ihren vielen Neuerungen sowie den noch unerprobten Motoren äußerst komplex. Über die gesamte Produktionsdauer hinweg waren die hochbelasteten Wright-R-3350-Motoren von Kühlungsproblemen betroffen, die oft zu Motorbränden führten: zur Gewichtseinsparung wurde für das Kurbelgehäuse eine Magnesiumlegierung anstatt des üblichen Aluminiums verwendet.

## Produktion

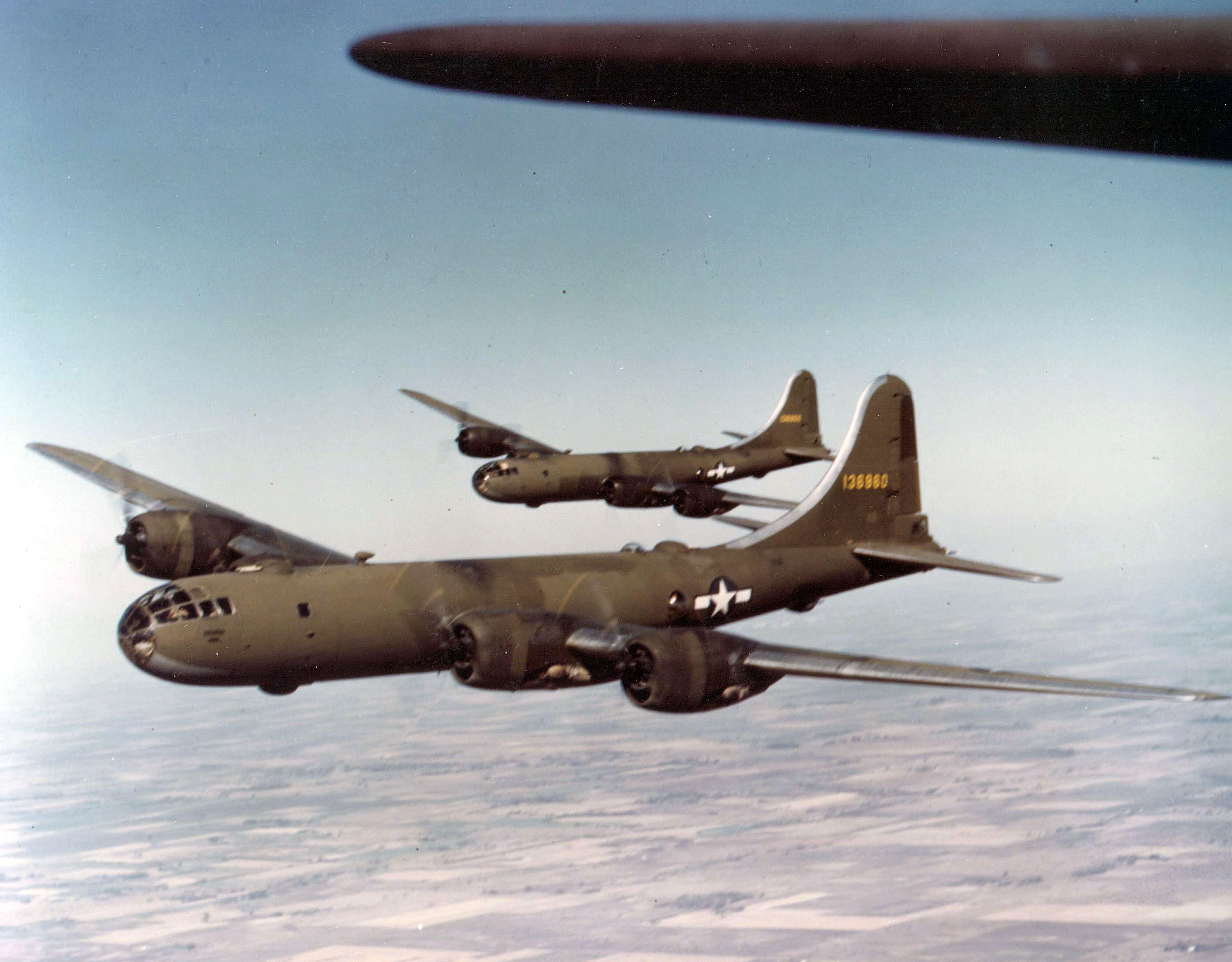
YB-29 im Formationsflug

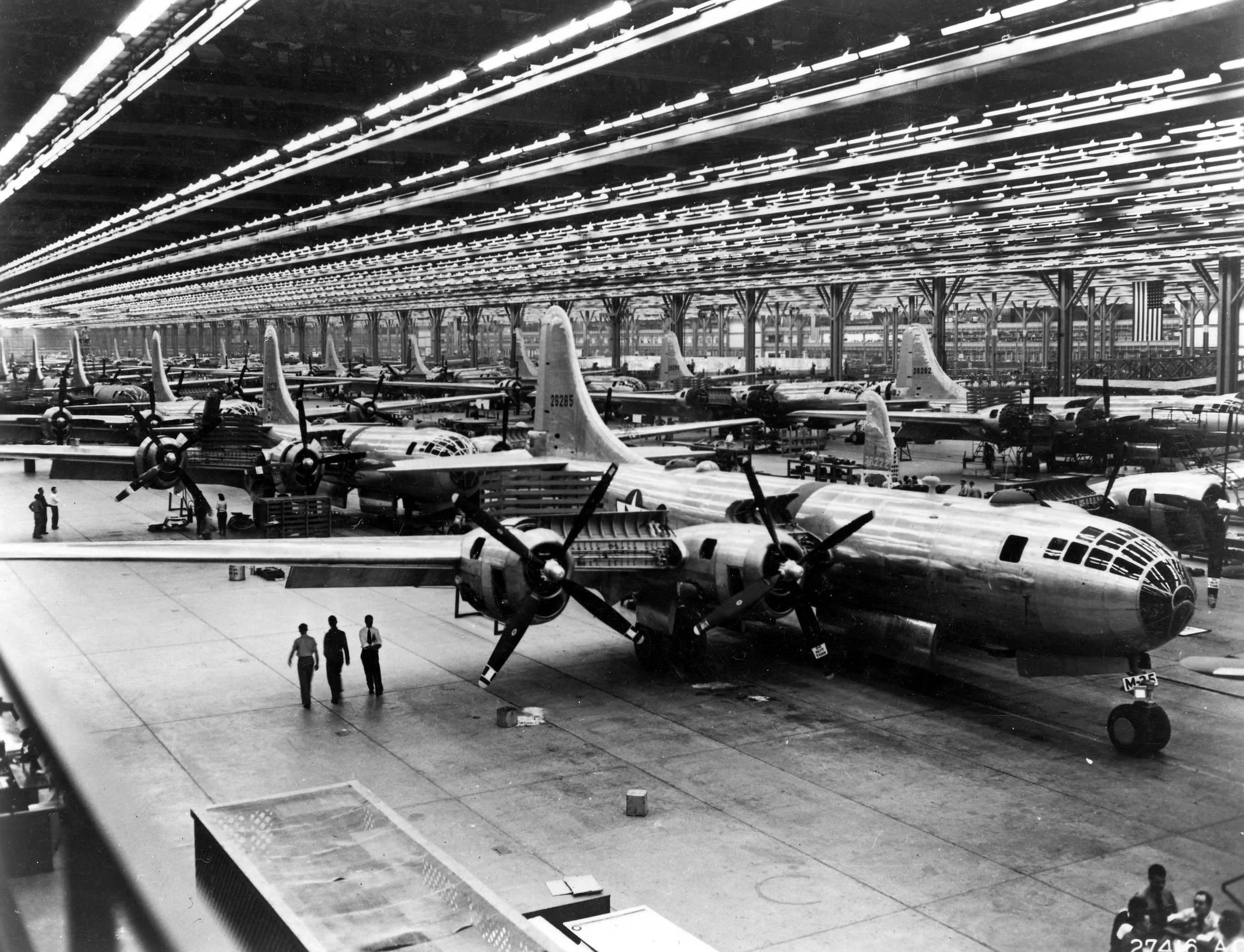
Produktion von B-29 in Wichita, Kansas (1944)

Die B-29 wurde in vier Fabriken in Serie endmontiert. In der vollständigen Typbezeichnung erhielt jedes Werk einen aus zwei Buchstaben bestehenden Code. Bell Atlanta: BA (z. B. B-29B-45-BA); Boeing Renton: BN; Boeing Wichita: BW; Martin Omaha: MO. In Seattle (BO) erfolgte lediglich der Bau der ersten drei Flugzeuge. Insgesamt übernahm die USAAF 3960 Flugzeuge zwischen 1942 und 1946. Boeing, Renton baute die B-29A (1119 Flugzeuge), der Rest die B-29. In der Produktion von Bell waren 311 B-29B (produziert Januar bis September 1945) beinhaltet. In einer späteren Statistik führt die USAF auf, dass 2537 B-29, 1119 B-29A und 311 B-29B, zusammen also 3967 Flugzeuge, in den Jahren 1943 bis 1946 übernommen worden waren. Mit den drei XB-29 aus dem Jahre 1942 wurden damit insgesamt 3970 B-29 hergestellt.
Abnahme der B-29 durch die USAF: 
| Hersteller      | Version | 1942 | 1943 | 1944 | 1945 | 1946 | SUMME |
| --------------- | ------- | ---- | ---- | ---- | ---- | ---- | ----- |
| Boeing, Seattle | XB-29   | 3    |      |      |      |      | 3     |
| Boeing, Wichita | YB-29   |      | 14   |      |      |      | 14    |
| Boeing, Wichita | B-29    |      | 73   | 722  | 825  |      | 1620  |
| Martin, Omaha   | B-29    |      | 1    | 99   | 436  |      | 536   |
| Bell, Atlanta   | B-29    |      | 4    | 201  | 152  |      | 357   |
| Boeing, Renton  | B-29A   |      |      | 139  | 918  | 62   | 1119  |
| Bell, Atlanta   | B-29B   |      |      |      | 311  |      | 311   |
| SUMME           |         | 3    | 92   | 1161 | 2642 | 62   | 3960  |

Die B-29 wurde nicht nur als Bomber, sondern auch in weiteren Funktionen verwendet. Zum Tanker wurden zwischen dem 1. Juli 1949 und dem 30. Juni 1953 93 KB-29, 83 KB-29M, 121 KB-29P, 1 KB-29T und 1 YKB-29J umgebaut. In der Seenotfunktion flogen mindestens 36 SB-29. Über 700 TB-29 wurden als Trainingsflugzeug eingesetzt. Die RB-29 (ursprünglich F-13) war ein Aufklärer, von dem über 200 produziert wurden. Von diesen wurden 1950/51 88 zum Wetterflugzeug umgebaut.
Am 30. Juni 1950 waren noch 2598 B-29 im Bestand der USAF: 1791 B-29, 87 KB-29, 2 KB-29P, 163 RB-29, 16 SB-29 und 539 TB-29. Davon waren aber lediglich 668 Flugzeuge aktiv: 433 B-29, 82 KB-29, 2 KB-29P, 134 RB-29, 7 SB-29 und 10 TB-29.

## Einsatz
Die B-29 wurde während des Zweiten Weltkrieges ausschließlich von der Twentieth Air Force eingesetzt, die dafür eigens gegründet worden war. General Henry „Hap“ Arnold übernahm die Leitung dieser Luftflotte.

### Operation Matterhorn
Die B-29 wurde im Zweiten Weltkrieg nur auf dem pazifischen Kriegsschauplatz für strategische Bombenangriffe auf die Hauptinseln Japans und strategisch wichtiger von Japan besetzter Ziele eingesetzt. Zunächst wurden die B-29 auf vier eilig hergerichteten Basen in Kharagpur/Indien (im Raum Kalkutta) stationiert, von wo sie zu vorgeschobenen Feldflugplätzen in China (Provinz Chengdu) flogen. Von dort flogen die USAAF ab Juni 1944 ihre ersten Angriffe auf Westjapan. Die ersten Einsätze von China aus (Chengdu bis Tokio etwa 3300 km) erwiesen sich aufgrund des schwierigen Nachschubs auf dem Luftweg „über den Buckel“ (Himalaya) und der schlechten Wartungsmöglichkeiten in China als unbefriedigend und die Maschinen konnten von den Plätzen Xinjin, Guanghan, Qionglai und Pengshan auch nur den südlichen Teil Japans erreichen. Bereits 1943 war auch auf der Aleuteninsel Shemya mit der Eareckson Air Station eine für B-29 taugliche Basis geschaffen worden. Die ineffektive Route von China aus brachte kaum nennenswerte Erfolge und die Basis auf den Aleuten wurde nur von einer einzigen B-29 jemals benutzt.

### Die Marianen

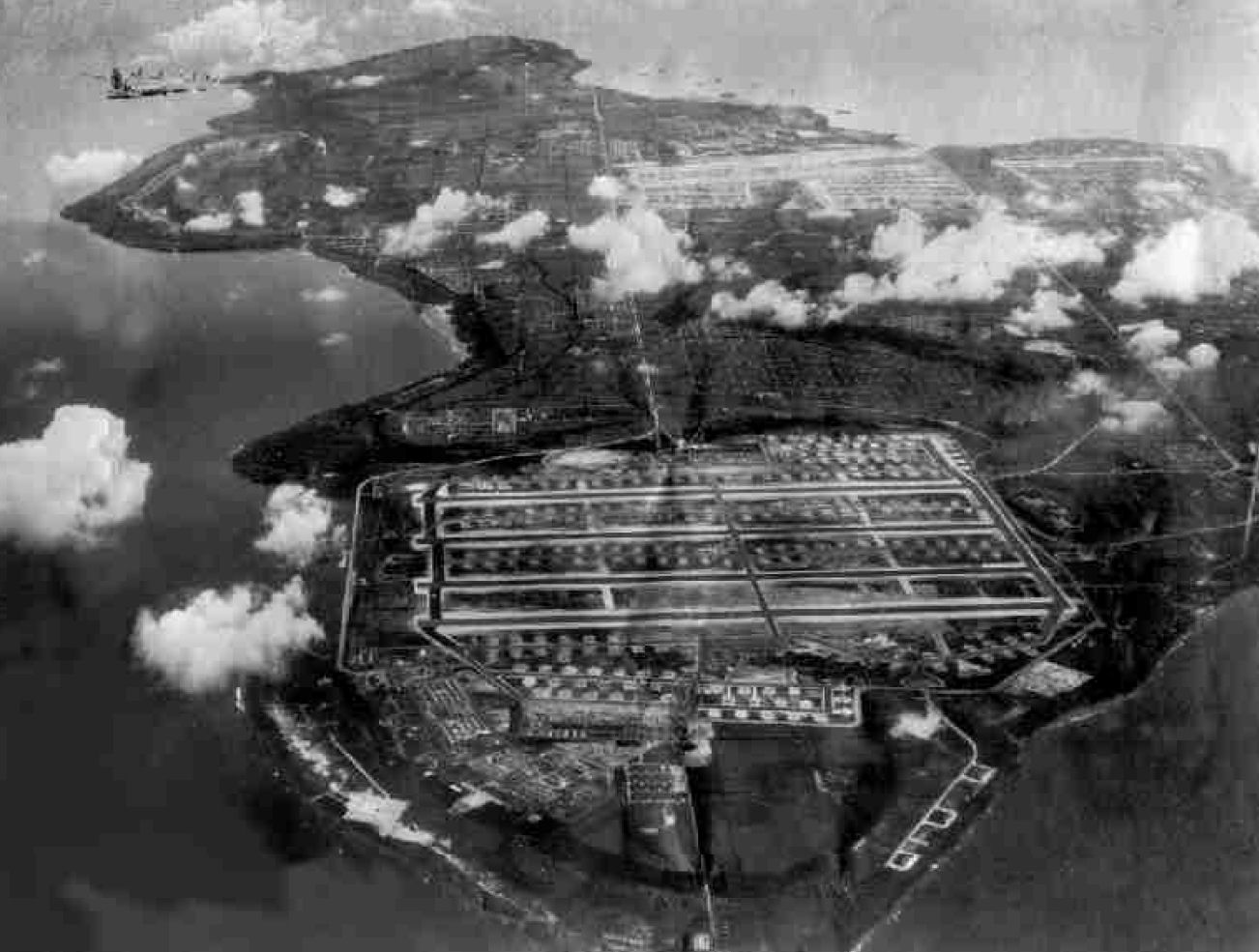
Die Insel Tinian 1945 von Norden aufgenommen. Im Vordergrund North Field mit vier Startbahnen, im Hintergrund West Field mit zwei weiteren.

Ganz Japan aber lag mit einer Entfernung von etwa 2500 km in der Reichweite der amerikanischen Bomber, wenn diese auf den nördlichen Marianen-Inseln stationiert würden (Tinian bis Tokio etwa 2350 km). Damit hing viel von der Einnahme der nördlichen Marianen und deren schnellstmöglichem Ausbau zu Bomberstützpunkten ab. Bereits ab November 1944 bombardierte die 20. US-Luftflotte von den Inseln Saipan, Tinian und kurz vor dem Kriegsende auch von Guam aus ganz Japan. Die Inseln waren erst wenige Monate zuvor von den Amerikanern erobert worden; mit dem Bau der eigens für die B-29-Verbände vorgesehenen Basen begann das Navy Construction Battalion „SeaBees“ noch während der Kampfhandlungen. Noch einmal ergab sich ein Superlativ, denn das eigens für die B-29 erbaute North Field auf Tinian war der bis dahin größte Flugplatz der Welt. Auf der Nachbarinsel Saipan gab es einen weiteren Flugplatz für B-29 sowie drei kleinere für B-24 und diverse Jägereinheiten. Die erste B-29, die Saipan erreichte, war Nr. 42-24614 „Joltin’ Josie“, die am 1. April 1945 bei einem Startunfall auf Tinian verloren ging.
Anfangs flogen die B-29 – ähnlich wie die Boeing B-17 und B-24 in Europa – tagsüber Präzisionsangriffe auf Industrieanlagen aus großer Höhe mit Sprengbomben. Diese waren jedoch aufgrund der meist ungünstigen Wetterverhältnisse über Japan nur wenig erfolgreich. Zudem waren die Verluste durch Motorausfälle auf den langen An- und Abflugwegen hoch. Die Einnahme von Iwo Jima (etwa auf der halben Strecke von Tinian nach Tokio) verbesserte die Situation, nachdem dort Notlandemöglichkeiten für angeschlagene B-29 geschaffen worden waren. Bei diesen Einsätzen wurde auch das bis dahin unbekannte Phänomen der Jetstreams entdeckt.
Nachdem General Curtis E. LeMay das Kommando über die 21. Bombergruppe der 20th Air Force übernommen hatte, ließ er bis auf den Heckstand sämtliche Abwehrbewaffnung ausbauen, um durch die Gewichtsverringerung die Belastung der brandgefährdeten Motoren zu verringern und so die Zuverlässigkeit der Bomber zu erhöhen. Gleichzeitig änderte er die Angriffstaktik: Seine B-29 sollten von nun an Nachtangriffe fliegen, bei denen sich das Fehlen der Abwehrbewaffnung kaum negativ auswirkte. Da Präzisionsangriffe nachts noch weit schwieriger waren als tagsüber, flogen die B-29 daraufhin Flächenbombardements mit AN-M69-Brandbomben aus relativ geringer Höhe auf die überwiegend aus Holz gebauten Stadtgebiete, bei denen hunderttausende japanische Zivilisten ums Leben kamen. Dabei wurde innerhalb kurzer Zeit ein Großteil der japanischen Rüstungsindustrie zerstört. Bei dem größten und verheerendsten Luftangriff auf Tokio am 10. März 1945, bei dem 279 Maschinen vorwiegend Brandbomben (Napalm- und Phosphorbomben) warfen, starben in einer Nacht über 83.000 Einwohner – mehr Menschen als durch den Atombombenangriff auf Hiroshima. Die Brandbomben verursachten einen Feuersturm bisher nie gekannter Größe. 14 Maschinen mussten auf dem Rückflug auf Iwo Jima notlanden. Insgesamt warfen B-29 in acht Monaten von den Marianen aus in 25.500 Einsätzen etwa 170.000 Tonnen Bomben ab und der Großteil der japanischen Kriegsindustrie und fast alle größeren Städte waren vernichtet worden.

### Minen und „Pumpkin bombs“

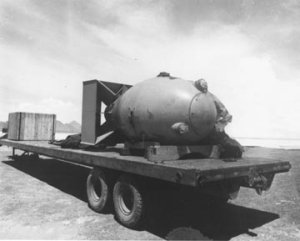
Eine 5-t-Bombe

Neben den direkten Bombenangriffen auf Japan wurde die B-29 als Minenleger benutzt, um die japanische Schifffahrt zu behindern. Die 313th. Bombardment Wing führte diese als Operation Starvation bezeichneten Einsätze durch und warf dabei rund 12.000 Fallschirm-Seeminen ab. Etwa 600 japanische Schiffe liefen auf solche Minen.

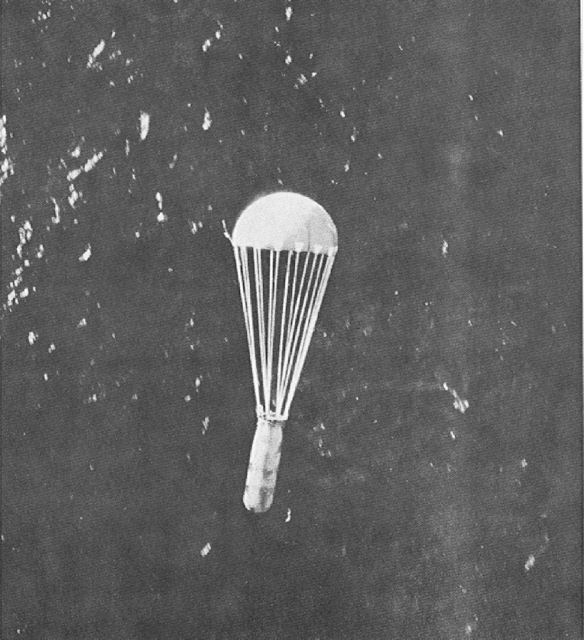
Fallschirm-Seemine

Die 509th Composite Group war eine Einheit, die speziell für den Einsatz der Atombomben aufgestellt wurde. Die sogenannten Silverplate-B-29 waren die Umbauten zum Transport der Nuklearwaffen. 18 solcher Umbauten wurden gefertigt, 15 davon in Tinian stationiert. Erste Einsätze flog die Staffel mit sogenannten „Pumpkin bombs“. Dies waren 5300 kg schwere Bomben, die äußerlich der Plutonium-Bombe „Fat Man“ glichen, aber mit 2900 kg normalem Sprengstoff gefüllt waren. Die ballistischen Eigenschaften waren mit denen von „Fat Man“ identisch und 49 davon wurden auf Japan abgeworfen. Nach dem Abwurf übten die Besatzungen das Abflugverfahren, das später bei den Atombombenabwürfen verwendet wurde. Die Silverplate-Umbauten dienten aber auch als Beobachtungsflugzeuge für die Wirkung der Waffen. Eine dieser Maschinen (44-27353), genannt „The Great Artiste“, war in dieser Rolle an beiden Atombombenabwürfen beteiligt. Eine andere B-29 (44-61671, MSN 11148) ist mit Kennzeichen und Bemalung dieser Maschine vor der Whiteman Air Force Base ausgestellt.

### Die Atombomben

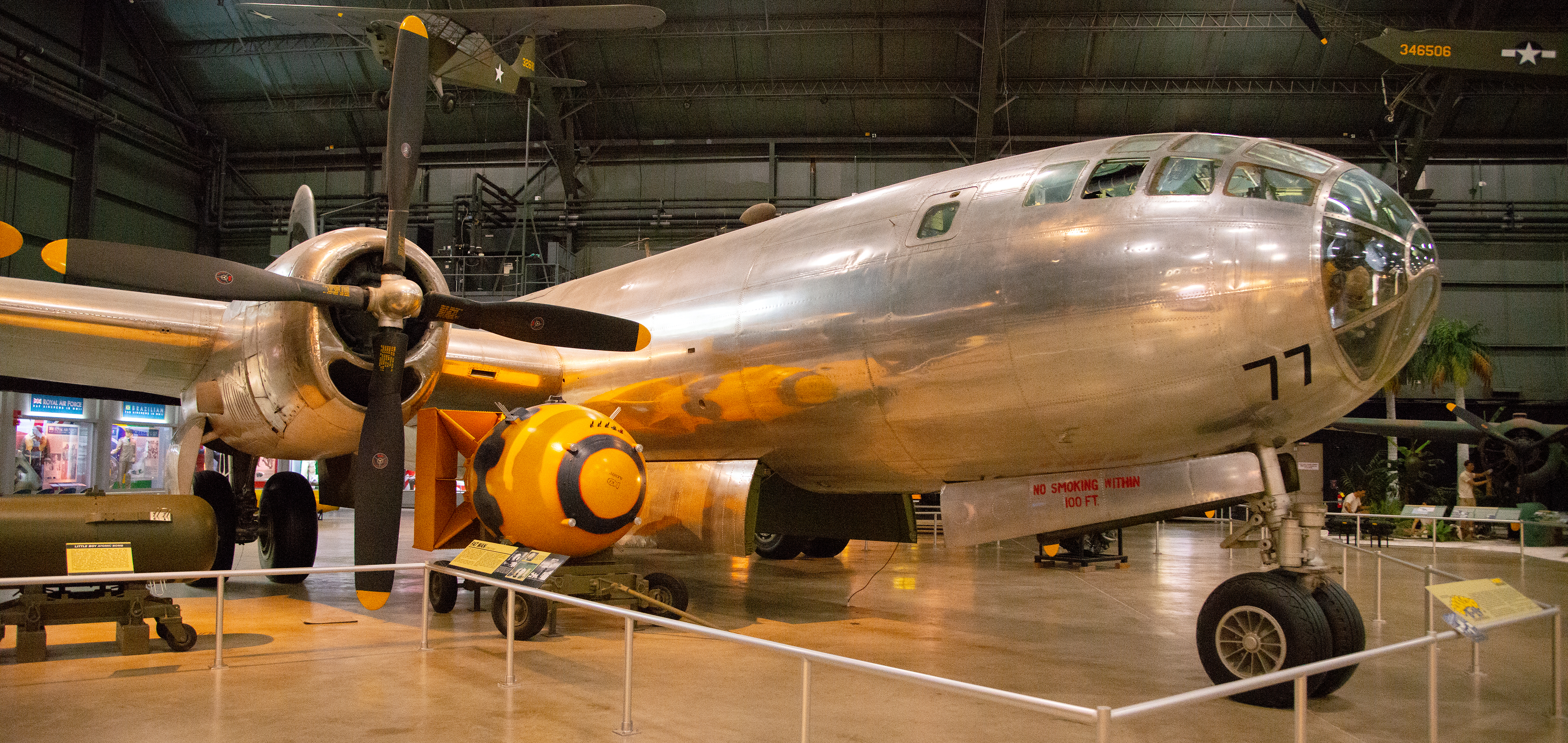
Bockscar im National Museum of the United States Air Force

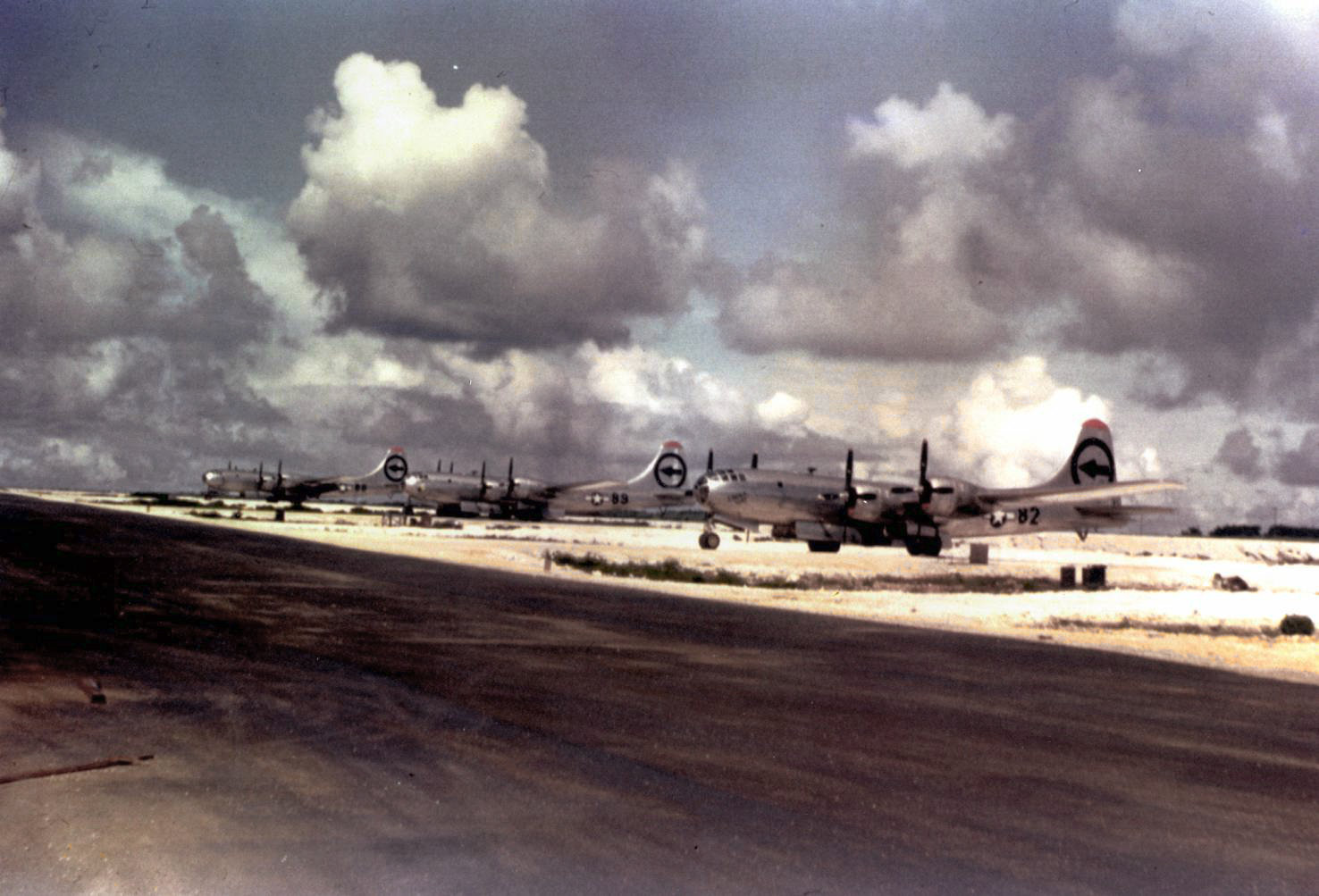
Tinian North Field: v. l. n. r.: „Big Stink“, „The Great Artiste“ und „Enola Gay“

Von einer „Enola Gay“ genannten B-29 wurde am 6. August 1945 die erste Atombombe „Little Boy“ über der japanischen Stadt Hiroshima abgeworfen. Kommandant war Colonel Paul Tibbets. Kommandant des Begleitflugzeuges „The Great Artiste“ war Major Charles Sweeney und ein weiteres Begleitflugzeug wurde von Captain George W. Marquardt geflogen.
Drei Tage später warf die B-29 mit dem Namen „Bockscar“ die Atombombe „Fat Man“ über Nagasaki ab. Kommandant war diesmal Major Charles Sweeney. Begleitflugzeuge waren seine „The Great Artiste“, geflogen von Captain Frederick C. Bock (Die Besatzungen hatten vorher ihre Maschinen getauscht). Ein weiteres Begleitflugzeug über Nagasaki war die „Enola Gay“, geflogen von Captain George W. Marquardt.
Am 1. Juli 1946 wurde im Rahmen der Operation Crossroads von der B-29 „Dave’s Dream“ eine Atombombe auf 73 veraltete Marineschiffe nahe dem Bikini-Atoll im Pazifik abgeworfen, darunter auch der deutsche Kreuzer Prinz Eugen und der Flugzeugträger Saratoga. Bei dem Atombombentest sanken fünf Kriegsschiffe, neun weitere wurden schwer beschädigt.

### Die B-29 in Europa
1950 übergaben die Amerikaner den Briten (bei denen die Maschine „Boeing Washington“ hieß) 88 Exemplare der B-29. Diese sollten die veraltete Avro-Lincoln-Bomberflotte ersetzen und die Zeit bis zur Indienststellung der V-Bomber, der ersten britischen strahlgetriebenen Langstreckenbomber, überbrücken. Bis auf wenige Exemplare zur Fernmelde- und elektronischen Aufklärung kehrten alle Maschinen Ende 1954 in die USA zurück.

### Finale im Koreakrieg
Im Koreakrieg 1950–1953 wurde die B-29 letztmals im Kampfeinsatz verwendet. B-29 warfen in etwa 21.300 Einsätzen noch einmal rund 167.000 t Bomben ab (~37 % der insgesamt abgeworfenen 450.000 t). Auch im Koreakrieg gab es einige Spezial-Umbauten zur Aufnahme der gelenkten VB-13-Tarzon-Bombe. Das Auftauchen der MiG-15 hatte jedoch zur Folge, dass die B-29 nunmehr keine reelle Chance am Himmel hatte. Dennoch wurde die letzte reguläre B-29 erst 1960 ausgemustert (siehe auch Abschnitt: „Verluste, Korea“).

## Verluste

### Im Einsatz über Japan

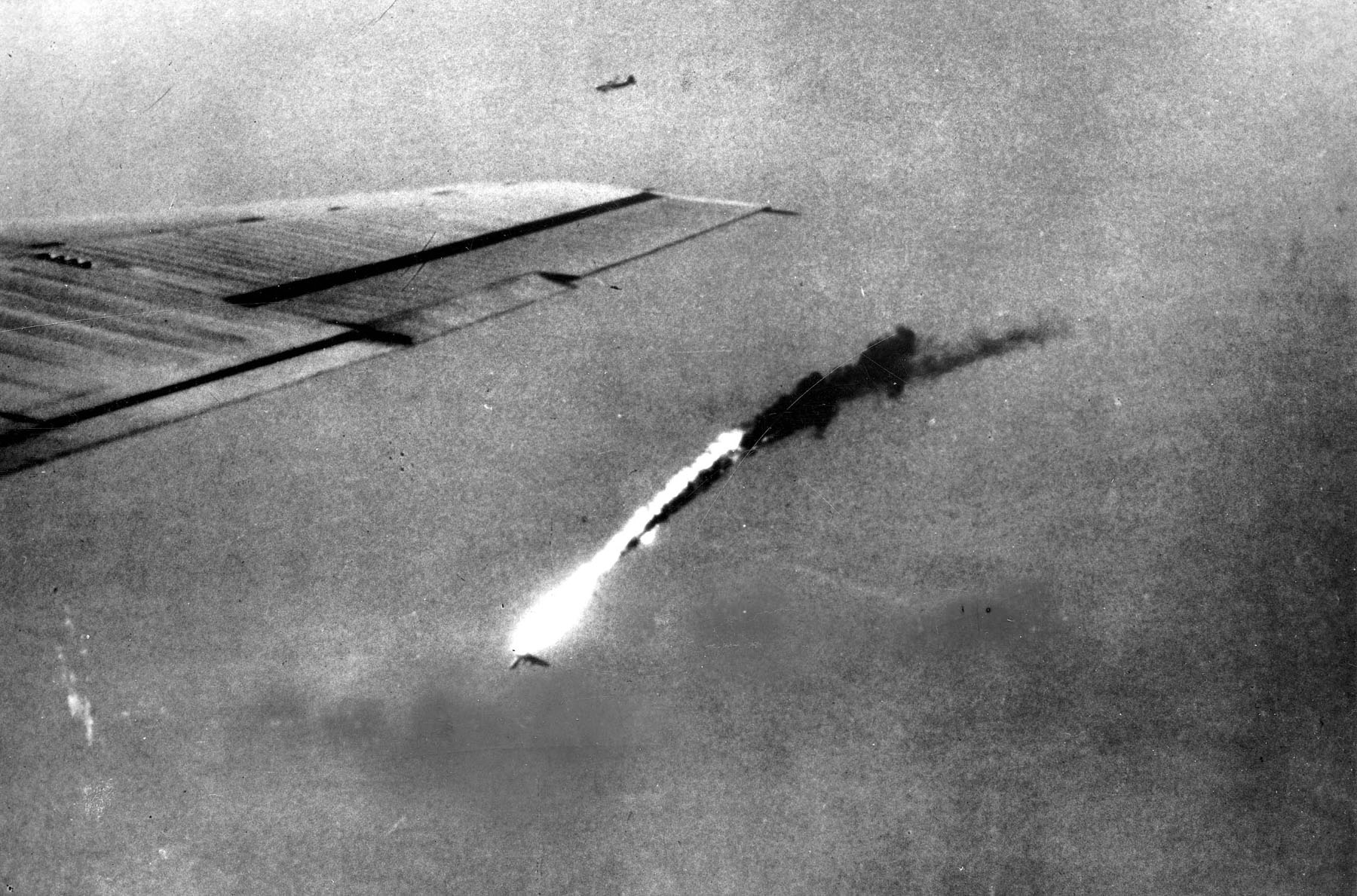
Eine B-29 stürzt trudelnd nach einem direkten Flaktreffer ab. Eine Tragfläche wurde abgerissen.

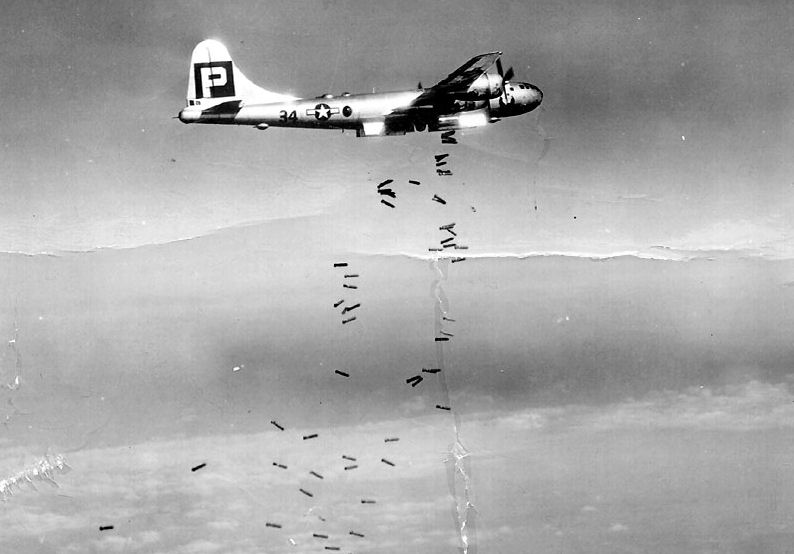
B-29 wirft 500-Pfund-Bomben über Japan ab

Die japanischen Streitkräfte konnten den Angriffen mit der B-29 nur wenig entgegensetzen: die Entwicklung schwerer Flak-Abwehrsysteme zur Abwehr hoch fliegender Bomber wurde erst spät in Angriff genommen. Die Jagdflugzeuge waren in den großen Trägerschlachten im Pazifikkrieg aufgerieben worden, aber viel schlimmer war der Verlust der erfahrenen Piloten. Obwohl die Anweisung bestand, dass die japanischen Piloten Fallschirme tragen sollten, weigerten diese sich oft, da es als ehrlos angesehen wurde, den Absturz der eigenen Maschine zu überleben. Stattdessen versuchten die Piloten, ihre getroffene Maschine in ein gegnerisches Schiff/Flugzeug/etc. zu steuern, um im Tod noch Schaden anzurichten (vgl. Bushidō). Während bei allen großen Luftschlachten über Europa und Afrika die abgeschossenen Piloten der kriegsführenden Mächte in recht großer Zahl wieder in den Einsatz kamen, verloren die japanischen Luftstreitkräfte in wenigen Jahren fast alle ihre erfahrenen Piloten. Die wenigen Jäger konnten auf Grund schwerster Mängel im japanischen Radarsystem nicht wirkungsvoll an die B-29-Verbände herangeführt werden. Auf Grund der totalen Luftherrschaft der Alliierten in Verbindung mit extremem Treibstoffmangel war das langwierige Ausbilden neuer Piloten nicht mehr möglich. Die vorhandenen 70-mm- und 80-mm-Geschütze waren gegenüber den anfangs sehr hoch fliegenden B-29 zu schwach (Höhe und Wirkradius der Geschossexplosion). Da bei Bombeneinsätzen in großen Höhen die Trefferquote der Abwürfe sank, wurde auf Angriffe aus mittleren und niedrigen Höhen umgestellt, wodurch auch die Verluste durch die Flak und Jäger anstiegen. Die gegen Kriegsende eingeführten 120-mm-Flak-Geschütze kamen zu spät und in zu geringer Anzahl in den Einsatz. Die betagten japanischen Standardjäger Nakajima Ki-43 und Mitsubishi A6M „Zero“ hatten einen schweren Stand, weil sie unzulängliche Höhenleistungen erbrachten und ihre Bewaffnung zu schwach war. Dazu kam, dass die japanischen Jäger nicht gepanzert waren und auch nicht wie die amerikanischen Flugzeuge selbstabdichtende Treibstofftanks hatten. Somit waren sie leicht von den B-29-Bordschützen abzuschießen. Die Abwehrbewaffnung konnte daher – im Gegensatz zur B-17F und G über Europa – sogar reduziert werden. Bessere Erfolge erzielten japanische Jagdflieger mit den Typen Nakajima Ki-44, Kawasaki Ki-61 und vor allem mit der Nakajima Ki-84. Mit letzterem Typ gelang es dem japanischen Jagdfliegerass Makoto Ogawa, sieben B-29 abzuschießen. Erst die viel zu spät kommenden Baureihen Kawanishi N1K1-J, N1K2-J, Mitsubishi J2M3 und ab Mai 1944 die 12.000 m hoch fliegende Mitsubishi A7M2 „Reppu“ wären eine ernsthafte Gefahr gewesen, wenn sie früher gekommen wären. Weil die Produktionsstätten schon weitgehend zerstört waren, kamen bis zum Kriegsende nur noch acht „Reppu“ zum Einsatz. Insgesamt gingen durch Feindeinwirkung über Japan nur 74 B-29 verloren (54 durch Flak und 19 durch Flak und Jäger). Bezogen auf den Verlust (durch Abschuss oder Totalbeschädigung) von mehr als 18.000 US-Flugzeugen – davon 9949 Bomber – und 79.265 gefallenen Besatzungsmitgliedern über Europa waren die Verluste der B-29 im Verhältnis gering.
Einige B-29 mussten im Verlauf des Jahres 1944 in der Sowjetunion notlanden. Die Sowjetunion behielt die Maschinen und Stalin gab dem OKB Tupolew den Auftrag, die B-29 zu kopieren. Das Ergebnis war die Tupolew Tu-4.

### Im Zweiten Weltkrieg

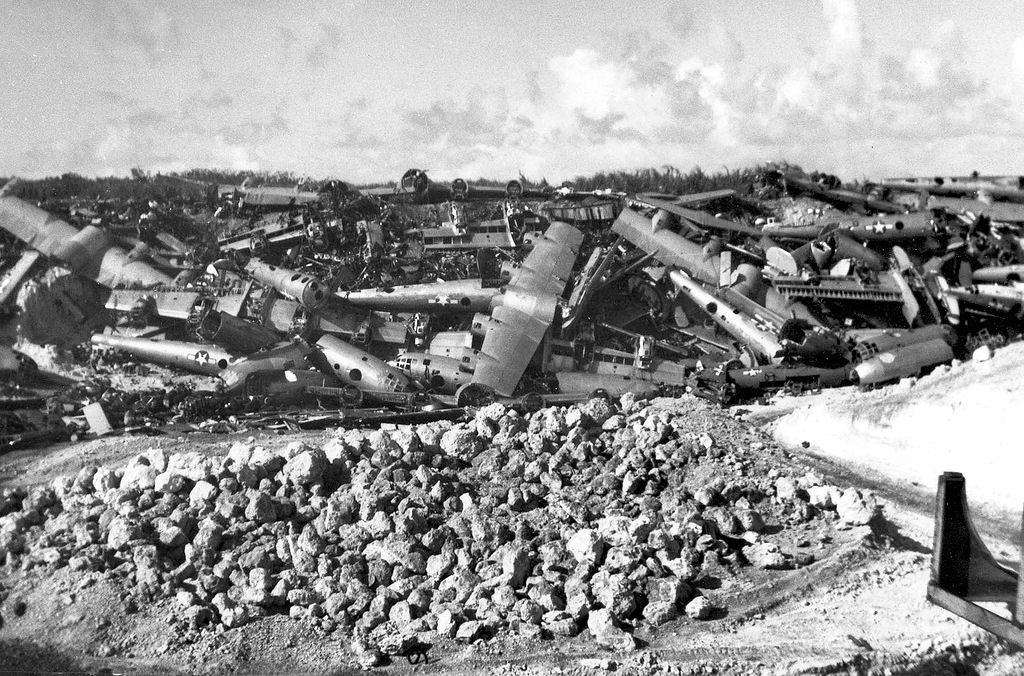
Bomberfriedhof auf Tinian 1946

Von den während des Krieges übernommenen 3763 Flugzeugen gingen bis August 1945 insgesamt 772 B-29 verloren. 260 Totalschäden ereigneten sich in den USA, der Rest (512) in Übersee. Die 20. Air Force verlor 502 Flugzeuge, die restlichen 10 Flugzeuge waren während der Überführung verlorengegangen. Die Einsatzverluste betrugen 414 Flugzeuge, davon 147 durch Feindeinwirkung (74 durch Feindflugzeuge, 54 durch Flak, 19 durch beide Gründe).

### Im Einsatz über Korea
In ihrem letzten Einsatz im Koreakrieg wendete sich die Situation entscheidend. Es zeigte sich die Überlegenheit der neuen strahlgetriebenen Jäger gegenüber Bombern mit Kolbenmotoren. Dort erlitt sie aufgrund ihrer mangelhaften Abwehrbewaffnung schwere Verluste durch MiG-15-Jäger. Bei den Einsätzen von Japan aus wurden aus Gewichtsgründen große Teile der Abwehrbewaffnung entfernt. Nachdem aber innerhalb einer Woche (22.–27. Oktober 1951) allein elf B-29A trotz Begleitschutzes von diesem sowjetischen Typ abgeschossen oder irreparabel beschädigt worden waren, wurde die B-29 aus dem Einsatz als strategischer Tagbomber zurückgezogen und nur noch nachts oder gegen taktische Ziele außerhalb der Reichweite der MiGs eingesetzt. Der erste Verlust einer B-29 in diesem Krieg ereignete sich am 12. Juli 1950 und wurde durch eine Jak-9 verursacht. Der US-Luftwaffenführung wurde deutlich demonstriert, dass ihre bisherige beste Waffe in kürzester Zeit veraltet war. Diese schweren Verluste hatten großen Einfluss auf alle folgenden Bomberentwicklungen.
Insgesamt verlor die USAF 82 Flugzeuge in Korea (72 B-29, zehn RB/WB-29), davon waren sieben keiner Einheit zugeteilt. Davon gingen 60 im Kampfeinsatz verloren (57 B-29, drei RB/WB-29). Nur die Bomber verloren Flugzeuge durch Feindeinwirkung (insgesamt 24, davon 17 durch Feindflugzeuge, fünf durch Flak und zwei durch beide). Acht Flugzeuge blieben im Einsatz vermisst (sechs B-29, zwei RB/WB-29). Bei 20.448 Einsätzen der B-29 mit dem Abwurf von 168.368 short-tons-Bomben und 2535 Einsätzen der RB/WB-29 lag die Verlustquote bei 0,3 % bzw. 0,2 %. Personalverluste: 285 Besatzungsmitglieder wurden getötet, 343 waren vermisst und 96 wurden verwundet. Im Monatsdurchschnitt besaß die USAF in Korea 109 B-29 und 36 RB/WB-29.

### Weitere Zwischenfälle
- Am 25. März 1948 wurden unter anderem 20 Boeing B-29 Superfortress der United States Air Force (USAF) auf der Tinker Air Force Base (Oklahoma City, USA) durch einen Tornado irreparabel beschädigt. Personen kamen nicht zu Schaden. Dabei wurden auch 17 Douglas DC-4/C-54 zerstört, ebenso wie 72 Flugzeuge anderer Typen:
  - 04 Douglas DC-3/C-47
  - 23 Republic P-47 Thunderbolt
  - 20 Boeing B-17 Flying Fortress
  - Beechcraft Model 18
  - Fairchild PT-19
  - Fairchild PT-26.[15][16]

- Am 5. August 1950 (Ortszeit) verunglückte eine Boeing B-29-85-BW Superfortress (Kennzeichen 44-87651) nahe dem Militärflugplatz Fairfield-Suisun Air Force Base (Kalifornien, USA) mit Brigadier General Robert F. Travis an Bord. Travis war zu diesem Zeitpunkt als Base Commander für den Betrieb des Platzes verantwortlich. Während des Starts fiel das Triebwerk Nr. 2 (links innen) aus und das Fahrwerk konnte nicht eingefahren werden. Beim Versuch, dem ansteigenden Gelände voraus auszuweichen, kam es in einer Rechtskurve zu einem Strömungsabriss und zum Aufschlag auf dem Boden. Von den 20 Insassen wurden zwölf getötet, darunter auch Travis. Durch das entstandene Feuer explodierte in den Bombenhüllen 20 Minuten nach dem Aufschlag hochexplosiver Sprengstoff. Die Explosion, die noch in einer Entfernung von über 30 Meilen zu spüren und zu hören war, verursachte schwere Schäden in der nahe gelegenen Wohnwagensiedlung auf dem Stützpunkt. Zusätzlich zu den beim Absturz Getöteten wurden 180 Militärangehörige, Zivilisten und Angehörige getötet oder verletzt. Sieben weitere Personen kamen ums Leben, 49 wurden ins Krankenhaus eingeliefert.[17]

- Am 10. Juni 1955 wurde eine Boeing B-29A Superfortress der United States Air Force (44-61780) bei dichtem Nebel gegen 23:30 Uhr Ortszeit unterhalb des „Gelben Felsens“ gegen den 775 Meter hohen Teckberg 1600 Meter östlich von Owen (Landkreis Esslingen, Baden-Württemberg) geflogen und zerschellte. Die vom englischen Stützpunkt RAF Molesworth kommende Maschine war wegen Nebels von Stuttgart zum Flugplatz Fürstenfeldbruck ausgewichen. Bei diesem CFIT (Controlled flight into terrain) wurden alle 10 Besatzungsmitglieder getötet.[18][19]

### Gesamtverluste der B-29 und ihrer Umbauten
Es liegen nicht für alle Zeiträume alle Arten von Verlusten vor.
Verluste der B-29 / F-13 / RB-29 / TB-29 / SB-29 / KB-29: 
| Jahr                    | Verluste | im Einsatz | davon durch Feind | sonstige Verluste | davon Flugunfälle |
| ----------------------- | -------- | ---------- | ----------------- | ----------------- | ----------------- |
| 1943                    | 3        | 0          | 0                 | 3                 | 3                 |
| 1944                    | 203      | 95         | 29                | 108               | 92                |
| 1945                    | 584      | 319        | 118               | 265               | 196               |
| 1946                    | 22       | 0          | 0                 | 22                | 12                |
| 1947                    | 28       | 0          | 0                 | 28                | 21                |
| 1948                    | 310      | 0          | 0                 | 310               | 23                |
| 01.01.1949 – 30.06.1949 |          |            |                   |                   | 12                |
| 01.07.1949 – 30.06.1950 | 38       | 0          | 0                 | 38                | 33                |
| 01.07.1950 – 30.06.1951 | 48       | 22         | 9                 | 26                | 21                |
| 01.07.1951 – 30.06.1952 | 63       | 25         | 9                 | 38                | 32                |
| 01.07.1952 – 30.06.1953 | 44       | 14         | 6                 | 30                | 27                |
| 01.07.1953 – 30.06.1954 | 12       | 1          | 0                 | 11                | 10                |
| 01.07.1954 – 30.06.1955 | 4        | 0          | 0                 | 4                 | 3                 |
| 01.07.1955 – 30.06.1956 | 8        | 0          | 0                 | 8                 | 7                 |
| 01.07.1956 – 30.06.1957 | 7        | 0          | 0                 | 7                 | 7                 |
| 01.07.1957 – 30.06.1958 | 2        | 0          | 0                 | 2                 | 1                 |
| 01.07.1958 – 30.06.1959 | 1        | 0          | 0                 | 1                 | 1                 |
| SUMME                   | 1377     | 476        | 171               | 901               | 501               |

## Tanker KB-29
Produktion und Bestände der KB-29 

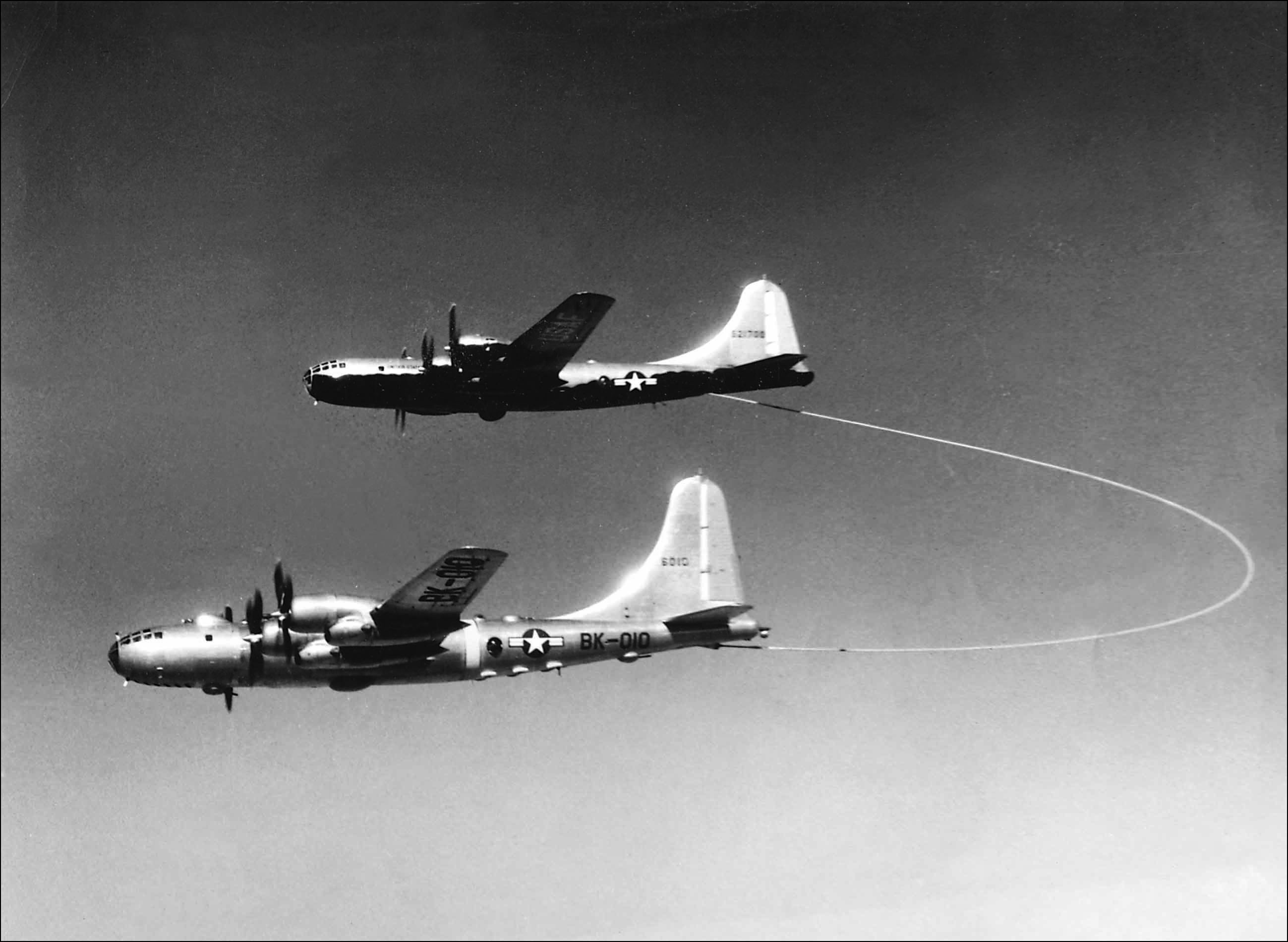
Luftbetankung der Lucky Lady II (unten) durch eine KB-29M während des ersten Nonstopflugs um die Erde (1949)

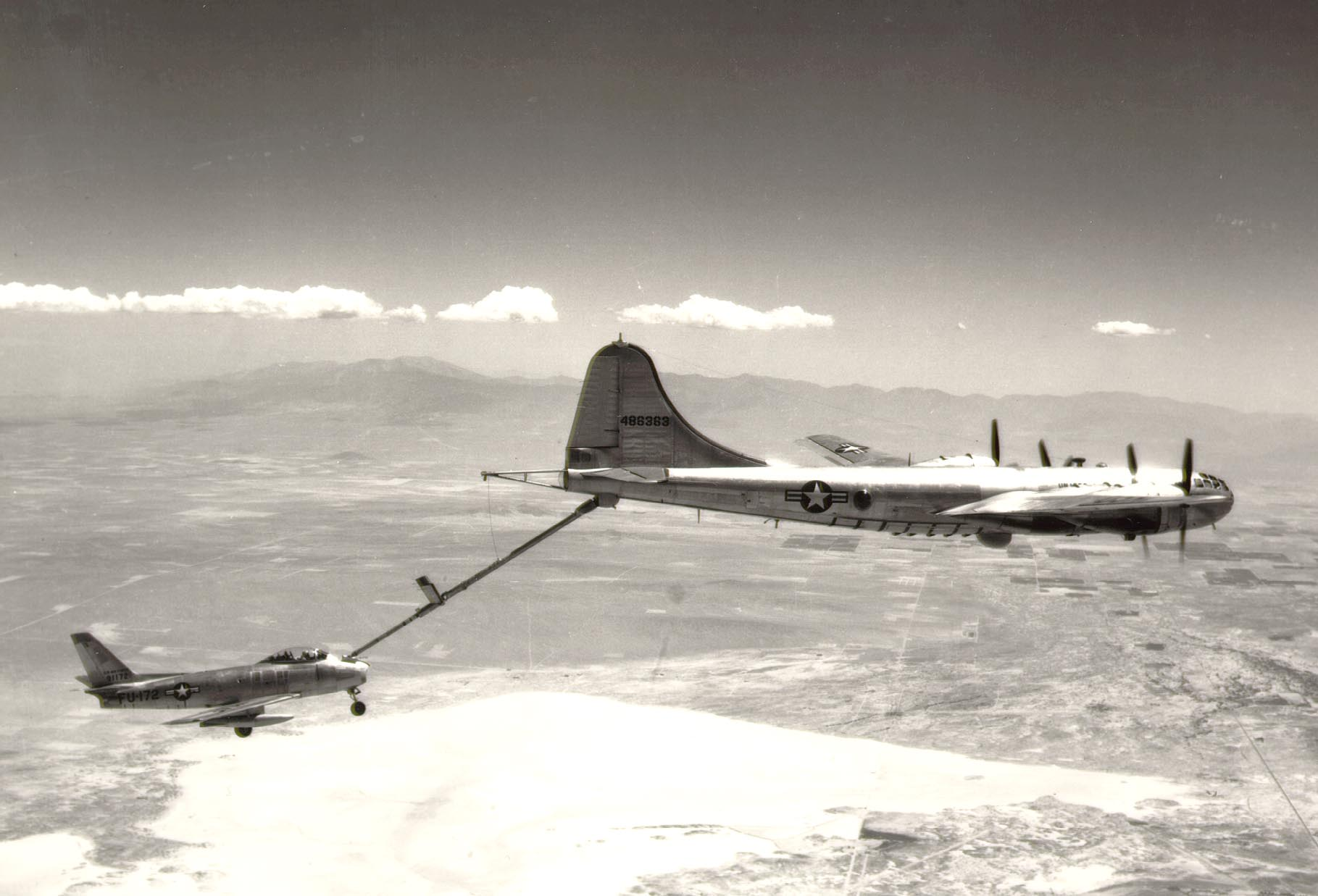
Eine KB-29 betankt eine F-86A Sabre

(FY = Fiscal Year. Das Fiskaljahr 1950 lief vom 1. Juli 1949 bis zum 30. Juni 1950. Andere Abgänge umfassen Unfälle und Ausmusterung von Flugzeugen)
| Flugzeug                 | B-29M | KB-29 | KB-29M | KB-29P | KB-29B | YKB-29J | YKB-29T |
| ------------------------ | ----- | ----- | ------ | ------ | ------ | ------- | ------- |
| Bestand 30.06.1949       | 37    |       |        |        |        |         |         |
| FY 1950 Abgabe an Umbau  | 37    | 1     |        |        |        |         |         |
| FY 1950 Zugang aus Umbau |       | 93    |        | 2      |        |         |         |
| FY 1950 andere Abgänge   |       | 5     |        |        |        |         |         |
| Bestand 30.06.1950       |       | 87    |        | 2      |        |         |         |
| FY 1951 Abgabe an Umbau  |       | 62    |        | 1      |        |         |         |
| FY 1951 Zugang aus Umbau |       |       | 61     | 113    |        | 1       |         |
| FY 1951 andere Abgänge   |       | 3     |        | 2      |        |         |         |
| Bestand 30.06.1951       |       | 22    | 61     | 112    |        | 1       |         |
| FY 1952 Abgabe an Umbau  |       | 22    |        | 1      | 1      |         |         |
| FY 1952 Zugang aus Umbau |       |       | 22     | 4      | 1      |         |         |
| FY 1952 andere Abgänge   |       |       | 1      | 3      |        |         |         |
| Bestand 30.06.1952       |       |       | 82     | 112    |        | 1       |         |
| FY 1953 Zugang aus Umbau |       |       |        | 2      |        |         |         |
| FY 1953 andere Abgänge   |       |       | 1      | 5      |        | 1       |         |
| Bestand 30.06.1953       |       |       | 81     | 109    |        |         |         |
| FY 1954 andere Abgänge   |       |       | 3      | 2      |        |         |         |
| Bestand 30.06.1954       |       |       | 78     | 107    |        |         |         |
| FY 1955 Zugang aus Umbau |       |       |        |        |        |         | 1       |
| FY 1955 andere Abgänge   |       |       | 45     | 1      |        |         |         |
| Bestand 30.06.1955       |       |       | 33     | 106    |        |         | 1       |
| FY 1956 andere Abgänge   |       |       | 24     |        |        |         | 1       |
| Bestand 30.06.1956       |       |       | 9      | 106    |        |         |         |
| FY 1957 andere Abgänge   |       |       | 9      | 52     |        |         |         |
| Bestand 30.06.1957       |       |       |        | 54     |        |         |         |
| FY 1958 andere Abgänge   |       |       |        | 38     |        |         |         |
| Bestand 30.06.1958       |       |       |        | 16     |        |         |         |
| FY 1959 andere Abgänge   |       |       |        | 14     |        |         |         |
| Bestand 30.06.1959       |       |       |        | 2      |        |         |         |
| FY 1960 andere Abgänge   |       |       |        | 1      |        |         |         |
| Bestand 30.06.1960       |       |       |        | 1      |        |         |         |
| FY 1961 andere Abgänge   |       |       |        | 1      |        |         |         |

Die obenstehende Tabelle, die aus Angaben der „Statistical Digests“ der USAF erstellt wurde, zeigt auf, dass die Angaben in der Literatur zur KB-29 ungenau sind.
Die ersten Tankflugzeuge erhielten die Bezeichnung B-29M, um dann im FY 1950 in KB-29 umbenannt zu werden. Die vorhandenen KB-29 sind mit größter Wahrscheinlichkeit in KB-29M umgebaut worden, wie der Prozess zeigt, der sich über die FY 1951 und 1952 erstreckte. Die KB-29P war ein Umbau direkt aus dem Bomber B-29.
Da es drei verschiedene Betankungssysteme und drei Tankerbezeichnungen gab, lassen sich diese miteinander verbinden:
- B-29M/KB-29: britisches „Hose-System“
- KB-29M: „Probe-and-Drogue-System“
- KB-29P: „Flying Boom-System“

Folgende Produktionszahlen sind zu ermitteln: 93 B-29M/KB-29, 83 KB-29M, 121 KB-29P. Die YKB-29J war ein Umbau aus einer B-29A, die YKB-29T wurde aus einer B-29 umgebaut. Bei der KB-29B handelt es sich wahrscheinlich um einen Umbau aus einer B-29B, die im gleichen Jahr zur KB-29M modifiziert wurde. Sofern nicht vor dem 30. Juni 1949 ein Tanker verloren gegangen war, wurden also 217 Bomber zum Tanker umgebaut (ohne Berücksichtigung der KB-29M).

## Weiterentwicklungen
Fast gleichzeitig mit der B-29-Ausschreibung der USAAF wurde 1941 eine Maschine mit noch weit größerer Reichweite gefordert: Für den Fall, dass Großbritannien im europäischen Teil des Zweiten Weltkrieges verloren ginge, war ein „Superbomber“ mit der Reichweite USA–Europa–USA notwendig. Aus dieser Anforderung entstand die sechsmotorige (später zehnmotorige) riesige Convair B-36 „Peacemaker“. Boeing wollte die Lebensdauer und den kommerziellen Erfolg der B-29 retten und perfektionierte als Konkurrenzentwicklung die Luftbetankung mit einem bis heute üblichen festen Ausleger („Flying Boom“). Dadurch hätte die B-29 diese Anforderung ebenfalls erfüllen können.

## Derivate
Aus dieser Forderung nach extremer Reichweite ging dann die Boeing B-50 als militärische Weiterentwicklung der B-29 hervor.
Aus den äußerst aufwendigen Hochleistungstragflächen, dem Leitwerk und dem Fahrwerk wurde nach dem Zweiten Weltkrieg mit der Boeing C-97 „Stratofreighter“ ein Frachtflugzeug entwickelt. Der Rumpf war eine Neukonstruktion. Diese wurde weitgehend von der USAF finanziert, und es wurde daraus eine Zivilversion entwickelt – die Boeing 377 „Stratocruiser“. Die Motoren waren stärker und zuverlässiger, ansonsten waren die Hauptdaten fast deckungsgleich. Aus stillgelegten „Stratocruisern“ entstanden dann für die NASA die Guppy, Pregnant Guppy und die Super Guppy zum Transport extrem sperriger Güter wie Raketenbauteilen und ähnlichem. Airbus nutzte Super Guppys zum Transport von Flugzeugkomponenten zwischen den einzelnen Werken in Europa, bis 1994 die Beluga aus eigener Produktion diese Aufgabe übernahm.

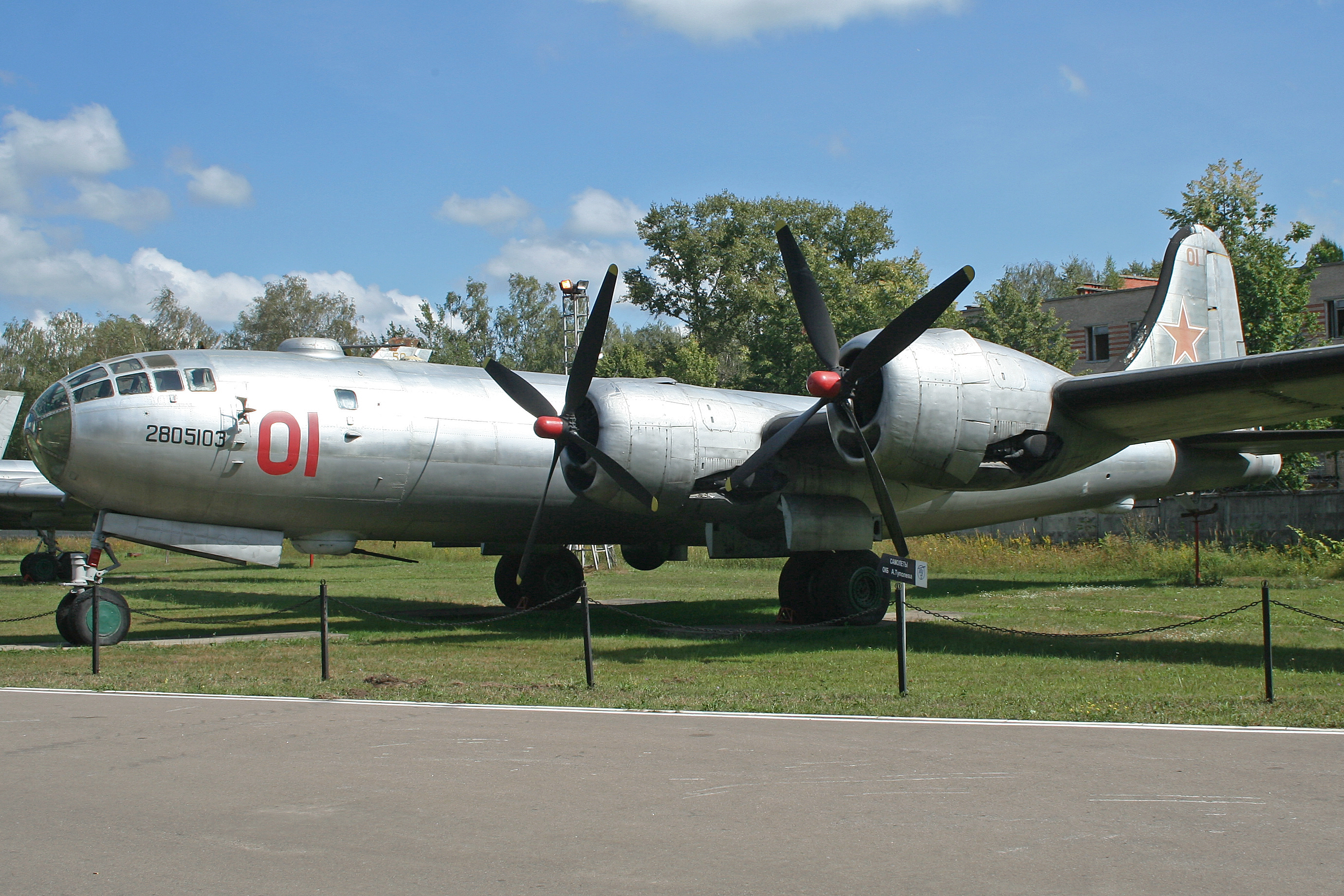
Tupolew Tu-4 im Zentralen Museum der Luftstreitkräfte der Russischen Föderation

Nachdem vier B-29 nach Notlandungen im fernen Osten der Sowjetunion von dieser unter Berufung auf den im April 1941 mit Japan abgeschlossenen Neutralitätspakt zurückgehalten wurden, beauftragte man Tupolew mit der Ableitung einer möglichst exakten Kopie, die – allerdings mit Triebwerken Schwezow ASch-72TK – als Tu-4 in die Serienproduktion ging. Angaben zum Umfang dieser Produktion schwanken zwischen 850 und 1200 Exemplaren. Aus der Tu-4 wiederum gingen die Passagier- und Frachtvarianten Tu-70/Tu-75 und die vergrößerten Bomber Tu-80/Tu-85 hervor. Verschiedene konstruktive Details der B-29 sind aber auch noch bei der Tu-95 unserer Tage erkennbar. Wie im Westen die B-29 wurde auch die Tu-4 vielen Modifikationen unterzogen, so unter anderem als AWACS-Flugzeug. Die enorme Anpassungsfähigkeit des Grundentwurfes zeigte sich im Westen wie im Osten. Auch China erhielt eine kleine Anzahl Tu-4, die wiederum beispielsweise mit Turboprop-Motoren modifiziert wurden. Man darf davon ausgehen, dass kein anderes Muster den modernen Großflugzeugbau so beeinflusst hat wie die B-29.

## Zwischenfälle im Kalten Krieg
- Am 9. Juli 1947 kehrten die Piloten einer Boeing B-29 Superfortress der United States Army Air Forces (USAAF) (Luftfahrzeugkennzeichen 44-84074) kurz nach dem Start vom Flugplatz Giebelstadt (Bayern) wegen Motorproblemen zur Notlandung zurück. Der Pilot schätzte den Landeanflug falsch ein und die Maschine prallte kurz vor der Landebahn auf dem Boden auf. Das Flugzeug zerbrach in mehrere Teile. Dennoch überlebten alle acht Insassen den Unfall.[22]
- Am 3. Mai 1948 fiel an einer Boeing B-29A Superfortress der United States Air Force (USAF) (44-62064) beim Start vom Flugplatz Fürstenfeldbruck (Bayern, Deutschland) ein Triebwerk aus. Die Maschine raste über das Ende der Startbahn hinaus, ging in Flammen auf und wurde zerstört. Der Funker wurde getötet, zwei weitere Besatzungsmitglieder schwer verletzt, während die übrigen neun unverletzt blieben.[23]
- Am 11. April 1950 stürzte eine B-29 drei Minuten nach dem Start von der Kirtland Air Force Base mit einer Atombombe an Bord auf einen Berg nahe der Manzano Nuclear Weapons Storage Area (WSA) in Albuquerque, New Mexico, in dessen unterirdischen Lagerstätten weitere Kernwaffen vorrätig lagen. 13 Besatzungsmitglieder wurden getötet. Die Sprengladung der Bombe geriet in Brand, es kam jedoch nicht zu einer Nuklearexplosion. Der Brand war noch in einer Entfernung von 24 Kilometern zu sehen.
- Am 26. Dezember 1950 drang eine RB-29 über der Ostsee in den sowjetischen Luftraum ein und wurde vor Primorje von zwei MiG-15 abgeschossen.[24] Die Besatzung wurde nicht gefunden.
- Am 13. Juni 1952 schossen ebenfalls zwei MiG-15 einen RB-29-Aufklärer (44-61810) der 91st Strategic Reconnaissance Squadron ab, der sich auf einer PHOTINT-Mission (Photographic-Intelligence) über dem Japanischen Meer befand.[24] Die zwölf Besatzungsmitglieder gelten bis heute als vermisst.[25]
- Am 7. Oktober 1952 wurde ebenfalls während eines PHOTINT-Einsatzes die RB-29 Nr. 44-61815 der 91st SRS von zwei sowjetischen La-11-Jagdflugzeugen nördlich der japanischen Insel Hokkaidō abgefangen und abgeschossen, nachdem die Besatzung die Aufforderung zur Landung ignoriert hatte.[24] Die achtköpfige Besatzung gilt als vermisst, lediglich ein Mitglied wurde von sowjetischer Seite tot geborgen und auf der zu den Kurilen gehörenden Insel Juri beigesetzt. 1994 wurden die Überreste in die USA überführt.[26]
- Am 13. Januar 1953 musste eine US-amerikanische B-29 für Spezialoperationen mit dem Namen „Stardust 40“ in der Volksrepublik China landen. Erst im August 1955 wurden die als Kriegsgefangene internierten Besatzungsmitglieder freigelassen.
- Am 10. Juni 1955 wurde eine Boeing B-29A Superfortress der United States Air Force (USAF) (44-61780) gegen 23:30 Uhr Ortszeit knapp 2 Kilometer östlich von Owen (Baden-Württemberg, Deutschland) gegen den nur 775 Meter hohen Teckberg geflogen und zerschellte. Die Besatzung befand sich auf einem Flug vom Militärflugplatz RAF Molesworth (England) zum Flughafen Stuttgart-Echterdingen. Während des Anflugs wurde die Besatzung von der Flugsicherung kontaktiert und wegen unzureichender Sicht aufgrund von Nebel auf den Flugplatz Fürstenfeldbruck bei München umgeleitet. Wenige Minuten später schlug das Flugzeug im Tiefflug in den Hang ein. Durch diesen CFIT (Controlled flight into terrain) wurden alle 10 Besatzungsmitglieder getötet.[27]
- Am 2. Februar 1957 kollidierte eine Boeing KB-29P Superfortress der United States Air Force (USAF) (44-69846) mit einer anderen KB-29P (44-83906) 20 Meilen (32 Kilometer) von Saint-Lô (Département Manche, Frankreich) entfernt. Der Zusammenstoß ereignete sich in einer Höhe von 15.000 Fuß (4.580 Metern) bei schlechter Sicht, als das erste Flugzeug an Geschwindigkeit verlor und das zweite, das nicht mehr ausweichen konnte, in es hineinflog. Nach Angaben der Gendarmerie stürzten die Wrackteile der beiden Tankflugzeuge im Abstand von etwa zwei Meilen (3,2 Kilometern) in der Nähe des Dorfes Morigny auf die Erde. Von den 10 Besatzungsmitgliedern kamen 9 ums Leben, eines konnte erfolgreich mit dem Fallschirm abspringen. In der anderen B-29 wurden 4 von 9 getötet.[28]
- Am 2. Februar 1957 kollidierte eine Boeing KB-29P Superfortress der United States Air Force (USAF) (44-83906) mit einer anderen KB-29P (44-69846) 20 Meilen (32 Kilometer) von Saint-Lô (Département Manche, Frankreich) entfernt. Der Zusammenstoß ereignete sich in einer Höhe von 15.000 Fuß (4.580 Metern) bei schlechter Sicht, als das erste Flugzeug an Geschwindigkeit verlor und das zweite, das nicht mehr ausweichen konnte, in es hineinflog. Nach Angaben der Gendarmerie stürzten die Wrackteile der beiden Tankflugzeuge im Abstand von etwa zwei Meilen (3,2 Kilometern) in der Nähe des Dorfes Morigny auf die Erde. Von den 9 Besatzungsmitgliedern kamen 4 ums Leben, die anderen konnten erfolgreich mit dem Fallschirm abspringen. In der anderen B-29 wurden 9 von 10 getötet.[29]

## Überschall und Parasitenjäger

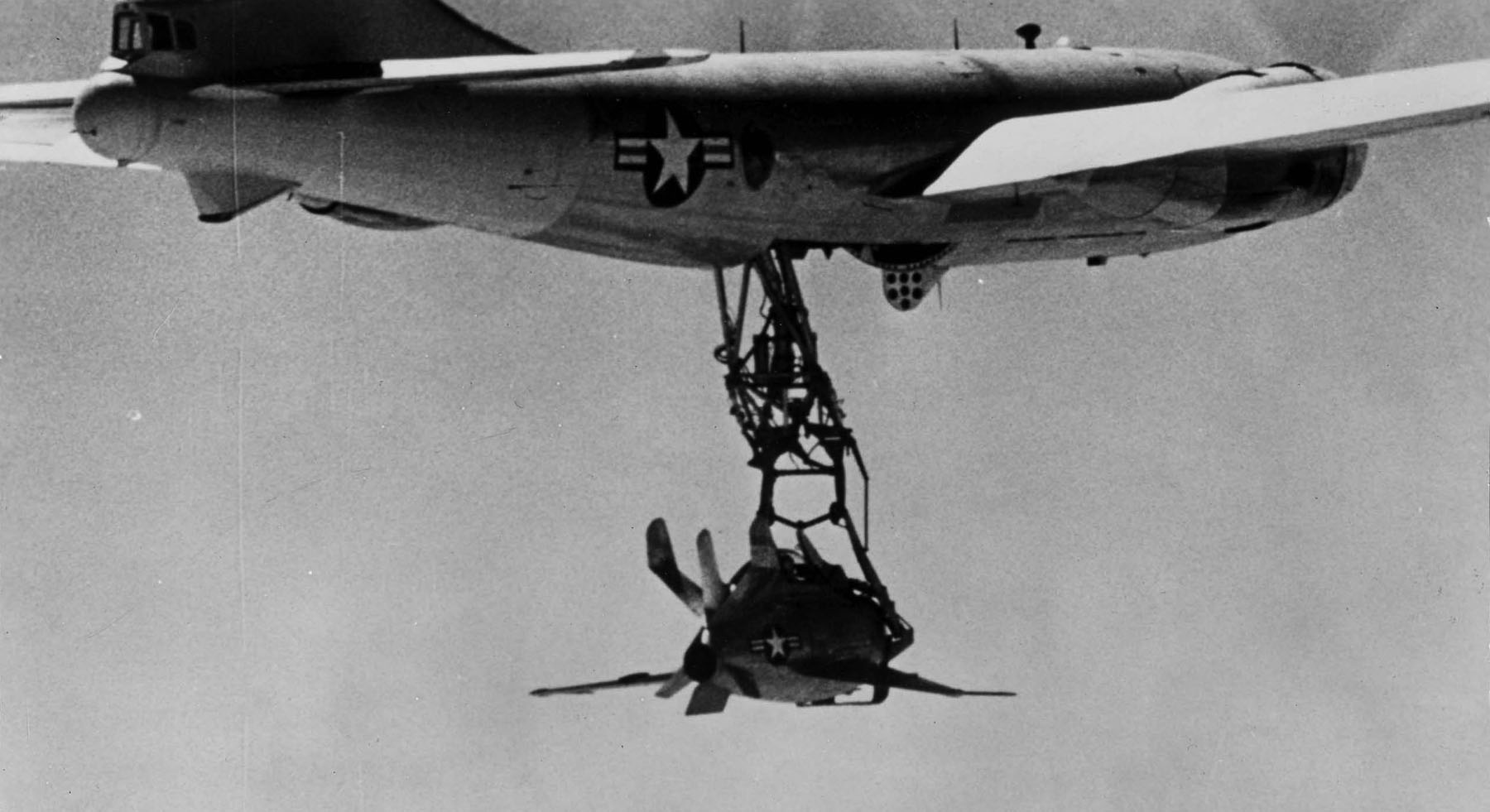
Die XF-85 unter einer EB-29B eingehängt

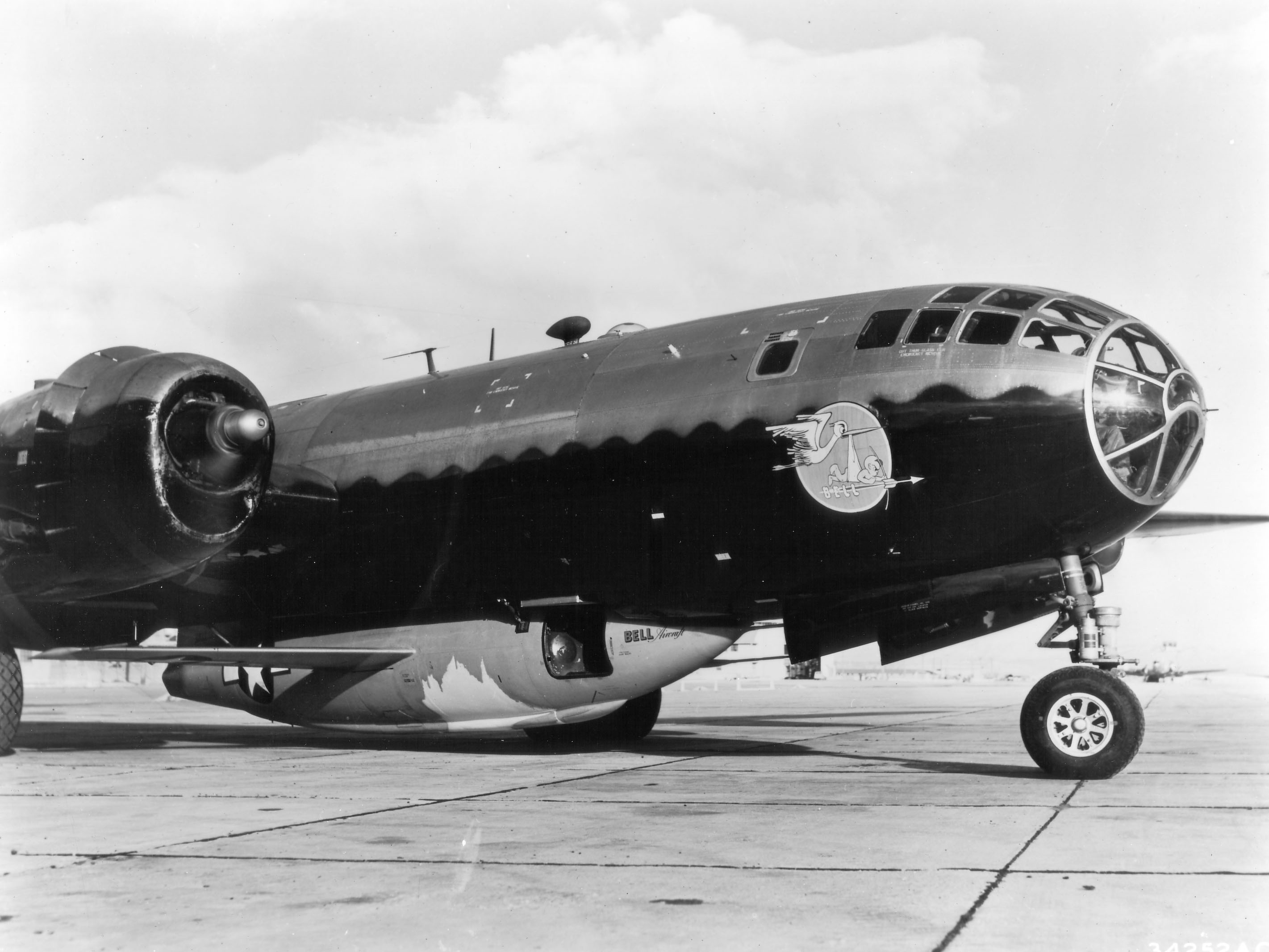
Eine X-1 unter einer B-29

Da die B-29 das einzig geeignete Flugzeug war, um die Forschungsflugzeuge Bell X-1 und Bell X-2 tragen zu können, wurden einige Maschinen als Trägerflugzeuge umgerüstet. Am 14. Oktober 1947 trug eine B-29 die X-1 „Glamorous Glennis“ mit Captain Charles „Chuck“ Yeager auf Ausgangshöhe für den ersten Überschallflug. Für die Convair B-36 waren Überlegungen im Gange, diese ähnlich den früheren Luftschiffen der US-Navy „Akron“ und „Macon“ mit einem eigenen Bordjäger auszurüsten. Die Versuche mit der McDonnell XF-85 Goblin wurden ebenfalls mit einer modifizierten B-29 (Seriennummer 44-84111) durchgeführt, die anschließend als EB-29B Monstro geführt wurde.

## Technische Daten

Boeing B-29 „Superfortress“

| Kenngröße              | Daten |
| ---------------------- | --- |
| Besatzung              | 10–14 |
| Länge                  | 30,18 m |
| Spannweite             | 43,05 m |
| Höhe                   | 9,02 m |
| Leermasse              | 33.800 kg (ca. 30.500 kg mit ausgebauten Drehtürmen) |
| max. Startmasse        | 62.560 kg |
| Antrieb                | vier Doppel-Sternmotoren Wright R-3350-23 Duplex Cyclone mit je 2230 PS (1640 kW)                                                                       |
| Höchstgeschwindigkeit  | 576 km/h in 9150 m Höhe |
| Gipfelhöhe             | 10.250 m |
| normale Reichweite     | 5000–5200 km |
| Überführungsreichweite | 6800–7000 km |
| Bewaffnung             | zwölf 12,7-mm-Maschinengewehre (Browning M2, Kaliber .50 BMG) in ferngesteuerten Waffenständen, eine 20-mm-Maschinenkanone (M1) im Heck, 9072 kg Bomben |

### Treibstoff und Reichweite
Die B-29 hatte fünf in die Tragflächen integrierte selbstabdichtende Haupttanks, die rund 26.200 l (19 t) Treibstoff aufnehmen konnten. In den Bombenschächten konnten bei Bedarf bis zu vier Zusatzbehälter angebracht werden, die je 2400 l (1,7 t) fassten. Bei den Silverplate-Umbauten waren im hinteren Bombenschacht permanent zwei dieser Zusatztanks eingebaut. Die Entfernung von Mather AAF in Sacramento/Kalifornien bis Hickham AAF/Hawaii betrug rund 4000 km, die von Hickham nach Tinian und Saipan rund 6000 km. Somit konnten die Maschinen mit nur einem Zwischenstopp zu ihren Einsatzbasen auf den Marianen überführt werden. Einzige Notlandemöglichkeit auf der gesamten Strecke waren Behelfsflugplätze auf den Marshall-Inseln, auf dem Enewetak Auxiliary Airfield und auf der Insel Kwajalein. Selbstverständlich war die Reichweite an die Flughöhe und Zuladung gekoppelt. Bei einem Flug in sehr großer Höhe mit 2300 kg Bomben betrug der Aktionsradius 2600 km. In mittleren Höhen konnten bei gleichem Aktionsradius 5400 kg mitgeführt werden. In niedrigen Höhen konnte bei voller Bombenlast dieselbe Strecke geflogen werden. Bei einem Angriff auf die Ölraffinerie in Palembang (Sumatra) am 10. August 1944 legten die B-29 beladen mit nur je einer Tonne Bomben an Bord eine Gesamtstrecke von 6200 km zurück. Die längste Dauer eines Einsatzes betrug 19 Stunden. 1945 flog die B-29B „Pacusan Dreamboat“ von Guam nach Washington und stellte mit dem 35-stündigen Flug einen Strecken-Weltrekord von rund 13.000 Kilometern auf.

### Typische Zuladungen
Typische Zuladungen waren: (GP = US-Standard-Sprengbomben)
- 56 × AN-M57GP (113 kg) = 6,35 t
- 40 × AN-M64GP (227 kg) = 9,04 t
- 12 × AN-M65GP (454 kg) = 5,44 t
- 8 × AN-M66 (907 kg) = 7,26 t
- 4 × AN-M56 (1814 kg) = 7,26 t
- 12 × AN-Mk26-Seeminen = 5,44 t
- 8 × AN-Mk24-Seeminen = 7,26 t
- 40 × AN-M76-Brandbomben = 8,6 t
- 40 × M19 (E-46)-Streubomben mit je 38 AN-M69-Napalmbomben (1520 Stück), ~7,6 t
- 56 × M18 (E-28)-Streubomben mit je 38 AN-M69-Napalmbomben (2128 Stück), ~8,9 t
- 38 × M31 (E-48)-Streubomben mit je 38 AN-M74-Napalmbomben (1444 Stück), ~9,04 t
- 184 × AN-M47-Brandbomben, ~5,8–8,3 t je nach Füllung

## Erhaltene Flugzeuge

### 44-62070 „Fifi“

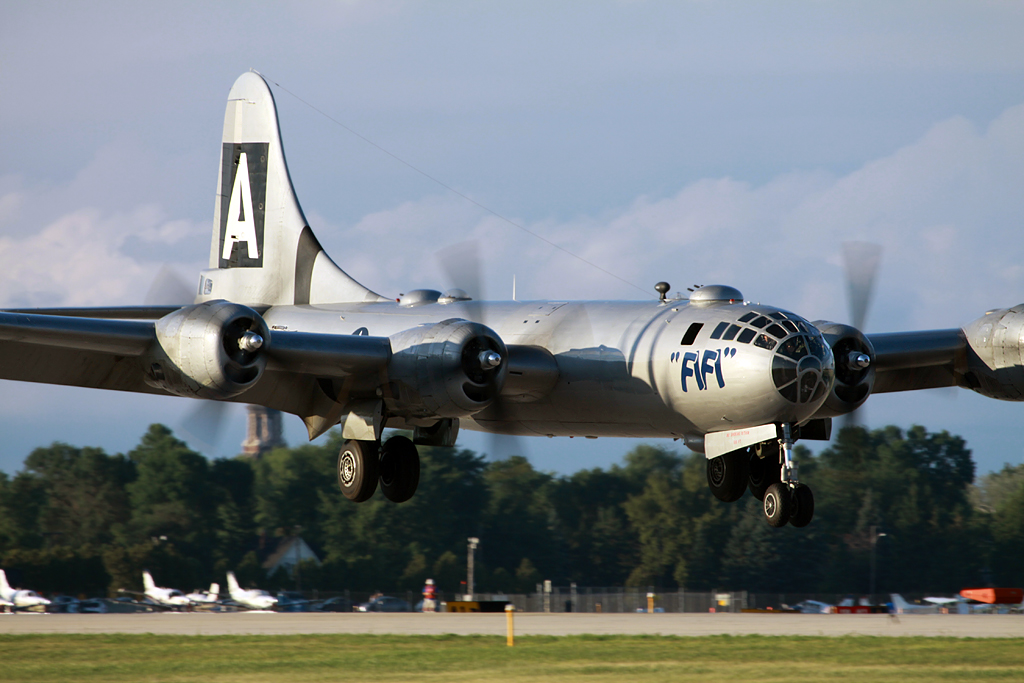
„Fifi“ bei der Landung in Oshkosh

Die Commemorative Air Force betreibt eine von zwei weltweit flugfähigen B-29; eine B-29A mit der Seriennummer 44-62070, genannt „Fifi“.

### 44-69972 „Doc“

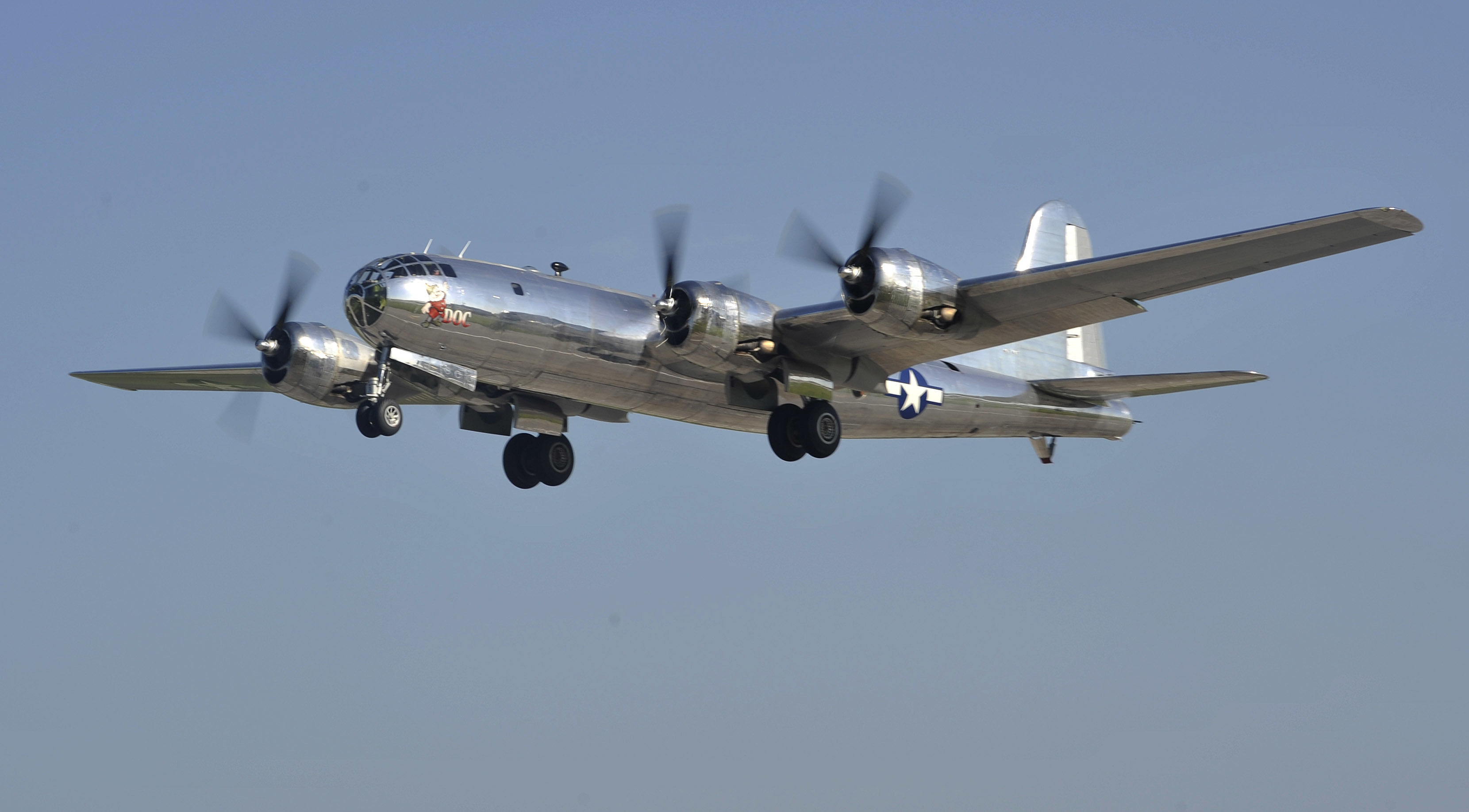
„Doc“, Juli 2016

Seit 1999 wurde eine zweite B-29 „Doc“ (44-69972) von einer Gruppe von Luftfahrtenthusiasten in flugfähigem Zustand restauriert. Sie absolvierte im März 2015 ihren Rollout und sollte ursprünglich noch im selben Jahr ihren ersten Flug absolvieren. Am 17. Juli 2016 glückte der erste Start seit 60 Jahren.

### 45-21768 „Kee Bird“
In Grönland stand lange Zeit eine 1947 wegen Treibstoffmangels notgelandete B-29 namens „Kee Bird“ in weitgehend intaktem Zustand auf einer abgelegenen Eisfläche. Bei einem Versuch, das Flugzeug zu restaurieren und wieder flugtauglich zu bekommen, geriet es im Mai 1995 beim Rollen in Brand und wurde weitgehend zerstört. Ursache war der nur provisorisch befestigte Tank des – heutzutage in modernen Verkehrsflugzeugen als „Auxiliary-Power-Unit“ bezeichneten – Stromgenerators im Rumpfheck, der sich durch die Vibrationen beim Startlauf gelöst hatte. Dadurch entstand ein Leck in der Kraftstoffzuleitung. Durch das entweichende, sich schnell im gesamten Flugzeugrumpf verteilende und entzündende Benzin brannte der gesamte Rumpf bis zum Cockpit völlig aus und wurde weitgehend zerstört, alle Löschversuche blieben erfolglos. Das Wrack liegt bis heute an derselben Stelle. Es ist jahreszeitlich bedingt zeitweise weitgehend in Schnee und Eis versunken, aber auf Satellitenbildern noch deutlich zu erkennen.

### Weitere Exemplare
Daneben existieren 24 weitere B-29 in Museen, 22 davon in den USA, eine in Südkorea und eine als einzige in Europa ausgestellte Maschine in Duxford/Großbritannien.

## Trivia
Die Inspiration für das Cockpit des Millennium Falcon in Star Wars stammt von der B-29.